# Телефонный розыгрыш

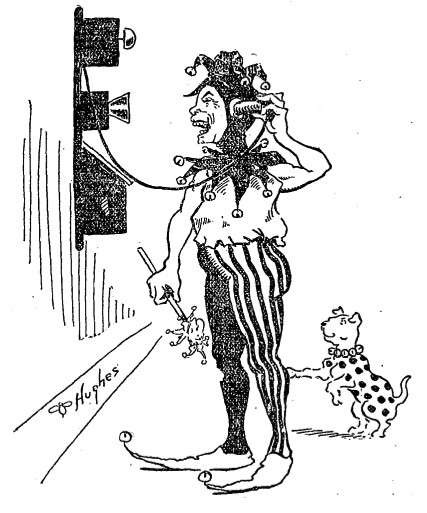
Карикатура «Шут у телефона» из первоапрельского номера The Washington Post, 1896

Телефонный розыгрыш, или телефонный пранк (англ. prank call, от англ. prank — «проказа, выходка, шалость, розыгрыш, шутка»), до середины 2000-х годов в русском языке также употреблялось словосочетание «телефонный прикол», или просто «пранк», — телефонное хулиганство или разновидность розыгрыша, представляющая собой звонок какому-либо человеку (обычно анонимный) с последующим диалогом, ставящим собеседника в состояние замешательства: в основе розыгрыша часто лежит «логика абсурда». Изначально под словом «пранк» в русском языке подразумевался чаще всего именно телефонный розыгрыш, пока значение этого слова не стало более широким, как в английском языке; по-английски розыгрыши вне зависимости от природы обозначаются словом «prank», а непосредственно телефонные хулиганства — термином «phone pranks» или «prank calls», считаясь разновидностью пранка как такового. Люди, практикующие пранк, называются пранкерами.
В ходе телефонного розыгрыша звонящий путём провокаций и подшучиваний доводит жертву до нужного ему состояния: ответной реакцией со стороны жертвы обычно бывает растерянность, гнев или ярость, причём часто эта реакция сопровождается непрекращающимся потоком ругательств. Общение в рамках розыгрыша может записываться и в дальнейшем распространяться в Интернете. Характерным для такого розыгрыша является постоянное названивание одним и тем же жертвам с целью повторного доведения их до определённой реакции и записи фраз, сопровождающих данную реакцию. Несмотря на свою хулиганскую сущность, пранк сам по себе не является правонарушением, за которое предусматривается административная или уголовная ответственность.

## Классификации

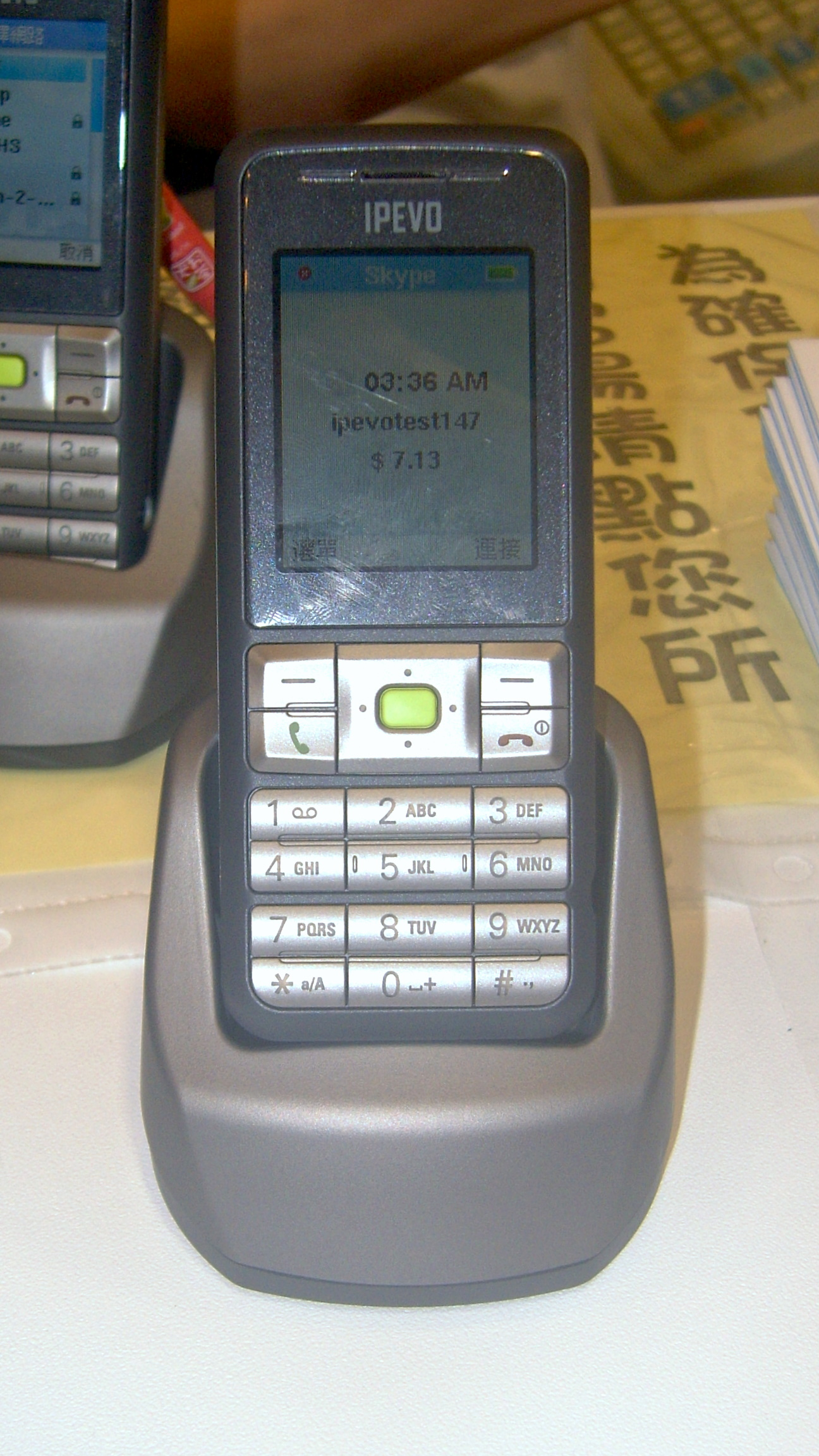
IP-телефон IPEvo S0-20

Классификация телефонных пранков варьируется у разных авторов. На разных любительских пранк-сайтах приводились классификации, связанные со схемой проведения пранка, периодичностью и его целями. Из жанров пранкерами с портала Prank.ru могут выделяться следующие пранки:
- «Лайт-пранк»[10][11] (от англ. light — лёгкий) — телефонный розыгрыш, целью которого является не розыгрыш жертвы, а сам факт разговора и получение некоей информации[12][13]. Фактически это обычный разговор по душам двух незнакомых людей с изрядной долей юмора, но без грубой лексики и жёстких провокаций. Характерен для радиостанций[14] и преимущественно популярен на Западе[15].
- «Хард-пранк»[11] (от англ. hard — тяжёлый) — телефонный розыгрыш, целью пранкера в котором является доведение жертвы до «белого каления» (состояния гнева или истерики)[13]. Для этого жанра характерно обилие нецензурных ругательств и угроз со стороны жертвы[16]. Иногда подобный пранк называется «злым пранком» («blackprank»)[17]. Получил наибольшее распространение в России и странах бывшего СССР[15].
- «Радиопранк» («атака на радио») — разновидность пранка, которая представляет собой звонок в радиостанцию и розыгрыш ведущих в прямом эфире. Обычно диджеи радиостанций относятся к подобным звонкам с юмором и устраивают своеобразное соревнование со звонящими в остроумии, нередко обладая явным преимуществом по сравнению с любым пранкером, дозвонившимся на радиостанцию[18]. В то же время может иметь место неадекватная реакция со стороны ведущих. Одной из наиболее популярных жертв радиопранка являлась российская радиостанция «Эхо Москвы»[19][20].
- «Технопранк» — технически сложный пранк, представляющий собой звонок с последующей прокруткой жертвам заранее записанных фраз («нарезки»), принадлежавших другим жертвам[21], что иногда называется «стравливанием»[18]. Известны случаи прокрутки нарезки тем же самым жертвам, чьи фразы и были записаны: подобное явление известно как «зеркальный технопранк», когда жертва разговаривает с собственной записью[22][11].
- «Конференция» — соединение пранкером двух или более жертв в конференц-звонок, в ходе которых жертвы начинают ругаться друг на друга[9]. Сам пранкер в конференции не участвует, в то время как жертвы пытаются выяснить, кто именно осуществил звонок[23]. Конференц-звонок может создаваться с помощью программ VoIP-телефонии типа Skype, Sipnet и т. д. Иногда сразу несколько пранкеров могут воздействовать на одну и ту же жертву в рамках конференц-звонка[16].
- «Пранкерский микс» — наложение вырезанных фраз из пранков на музыку (как чужую, так и написанную самим пранкером)[24]. Эта нарезка из самых известных матерных тирад может звучать под музыку отечественных и зарубежных исполнителей[9]. Также к пранкерскому миксу относятся шуточные переозвучки советских мультфильмов, в ходе которых на речь героев накладываются матерные фразы[5][25]; также близкими по духу к этому типу пранков являются шуточные плакаты с изображениями жертв пранка[26].
- «Пранк-журналистика» — отдельный вид лайт-пранка, направленный не на розыгрыш жертвы, а на получение от неё необходимой информации, зачастую недоступной для получения другим образом. Результаты такого пранка обычно публикуются в СМИ или в сети[27].

Согласно другой классификации, выделяются так называемый «разовый» пранк, направленный только на одну жертву и осуществляемый только один раз (характерен для новичков), и «многоразовый», характеризуемый регулярными звонками с одной и той же идеей («приколом») в течение определённого периода (например, пять раз в месяц). Также в зависимости от целей выделяются
- «смешные» пранки, которые вызывают комическую реакцию у слушателя благодаря «уместному» в пранке мату;
- «злые» пранки, характерные издёвкой над собеседником и наличием чёрного юмора;
- «интересные» пранки, в которых встречается всё из вышеперечисленного и при этом присутствует некая интрига.

В одном из номеров журнала «Хакер» за 2000 год колумнист Аватар приводил пять видов «телефонных приколов»:
- «простые» — непродолжительные по времени и простые по задумке сценарии, представляющие собой по сути классические детские телефонные розыгрыши. Примером может быть «звонок из ЖЭК» с вопросом о наличии горячего водоснабжения в квартире: если на вопрос отвечают «да», то звонящий рекомендует «вымыть ноги и ложиться спать»; если ответ «нет», то звонящий отвечает «Правильно. И не надо».
- «наступательные» — при таких диалогах пранкер заставляет собеседника «поменяться местами» и пытается ему внушить, что именно собеседник совершил звонок, а не пранкер. В качестве примера может быть подражание автоответчику или резкое начало диалога, когда пранкер кричит «Алло! Алло! Я слушаю! Да говорите же!» или обвиняет собеседника в том, что тот названивает ему.
- «технические» — звонки, требующие предварительной техподготовки. Некоторые из этих звонков осуществляются при наличии программ, меняющих тембр голоса и позволяющих сымитировать голос другого человека (хотя иногда пранкер может изобразить голос знаменитости без подобной аппаратуры). Другие же предполагают предварительный поиск двух телефонов в базе, владельцы которых живут в одном и том же доме, но на разных этажах: так, пранкер может позвонить по одному из номеров и пожаловаться на «гремящий унитаз» или «упавшую сосиску», указывая при этом в качестве «своего» телефонного номера номер соседей (выше или ниже, в зависимости от сценария). По словам Аватара, если требуется назвать номер квартиры, то к номеру квартиры собеседника либо прибавляется 4, либо отнимается, поскольку на лестничной клетке всегда находится по 4 квартиры.
- «злобные» — в основе таких звонков лежит исключительно «чёрный юмор». Подобный пранк не одобряется, если собеседник пранкера не обладает чувством юмора и крепкими нервами. В то же время звонок такого типа допустим, если жертвой должен выступить человек, у которого с пранкером до этого сложились неприязненные отношения. Примерами звонков являются просьбы о помощи от лица, скрывающегося от правоохранительных органов («Васёк, меня менты засекли!»), или сообщения о гибели несуществующего в природе родственника («Ваш дядя Афанасий Ипполитович Замтудыев попал в аварию и скончался»). Сюда же относятся и сообщения о якобы выигрыше в лотерею.
- «незапланированные» — жертвой пранка становится человек, который случайно позвонил пранкеру и ошибся номером; пранкер может изменить тембр голоса или дать язвительный ответ. Примером являются пародийные реплики «Крематорий: вы привозите, мы сжигаем» или «Здравствуйте, это морг. Вы убиваете, мы замораживаем».

С. В. Чернова выделяет три типа телефонных розыгрышей:
- традиционные или шаблонные телефонные звонки с чётко организованным невариативным сценарием «подготовленный вопрос — ожидаемый ответ жертвы — комически-абсурдная реплика шутника» (звонок из ЖЭК про горячую воду);
- индивидуально-авторские шутки, созданные на основе уже имеющихся телефонных шаблонов и подвергающиеся некоей трансформации (модификация шутки про звонок из ЖЭК с предложением «привести слона и помыть его»);
- собственно пранк-звонки, представляющие собой сиюминутный и одномоментный юмор и содержащие элементы импровизации.

## Пранк в мире

### США

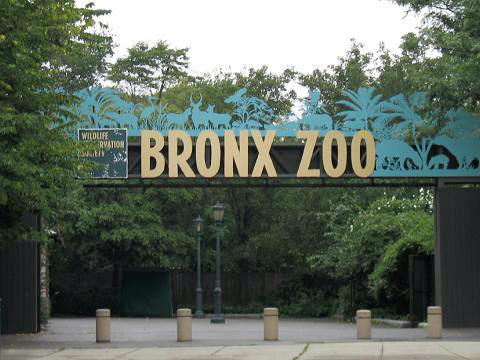
Бронксский зоопарк, одна из первых в истории «жертв» телефонного хулиганства

Предполагается, что телефонный пранк возник одновременно с изобретением телефона и его внедрением в массы. По одной версии, первые телефонные пранки приписываются молодым сотрудникам телефонной компании Bell System, которые должны были соединять абонентов: в компании рассчитывали на их энергичность. Юноши стали развлекаться, либо разъединяя ведущих телефонные переговоры людей, либо соединяя их с другими абонентами и вызывая тем самым большую путаницу. В адрес телефонной компании стали поступать жалобы, и недобросовестных сотрудников пришлось уволить: на их места были набраны женщины, которые, по мнению руководства Bell Systems, не были способны морально на такие поступки. Когда операторов заменили автоматы, то началось стремительное развитие пранкерского движения: пранкеры попросту осознали свою безнаказанность. По другой версии, выдвигаемой Полом Коллинзом в журнале «Defunct», первый задокументированный телефонный пранк состоялся в 1884 году, когда шутники из Провиденса (штат Род-Айленд) начали звонить в похоронные бюро, заказывая аксессуары для похорон якобы умерших людей. Кульминация наступала, когда живой человек слышал о наступлении собственной смерти: жертвы подобных розыгрышей позже предпринимали попытки отыскать шутников. Помимо этого, эти шутники начали названивать в зоопарки Нью-Йорка (Бронксский зоопарк) и Чикаго (Зоопарк Линкольн-парка), прося подозвать к аппарату «мистера Льва» (англ. Mr. Lion) или «мистера Бо А. Констриктора» (англ. Mr. B.O. Constrictor).
К 1920 году, по данным профессора социологии Калифорнийского университета Клода Фишера, у большинства семей среднего класса были домашние телефоны, что позволяло и молодым людям, и детям звонить по телефону и организовывать розыгрыши в виде абсурдных диалогов. Поскольку телефон тогда считался в то время аппаратурой, упрощающей ведение многих серьёзных дел, дети могли с лёгкостью разыграть абсолютно любого человека. На протяжении многих десятилетий в Нью-Йорке 1 апреля становилось праздником для юных телефонных хулиганов, которые названивали сверстникам или офисным сотрудникам, пользуясь опытом хулиганов Род-Айленда: 1 апреля 1928 года в морг Бельвю (англ. Bellevue Morgue) поступили 125 звонков с просьбой позвать «мистера До Смерти» (англ. Mr. Stiff), 73 звонка с просьбой позвать «мистера Гроба» (англ. Mr. Coffin) или «мистера Дроги» (англ. Mr. Biers). 1 апреля 1936 года в Нью-Йоркский аквариум поступили 2646 хулиганских звонков, а в Бронксский зоопарк — 1980 звонков, причём хулиганы просили подозвать «мистера Эл Э. Фанта» (англ. Mr. L.E. Fant) и «мистера Медведа» (англ. Mr. Behr). Из-за хулиганских выходок Бронкский зоопарк вынужден был пойти на крайние меры: в течение суток 1 апреля телефонная связь с зоопарком отключалась. В связи с прекращением звонков в Бронксский зоопарк шутники стали прозванивать Нью-Йоркский ботанический сад, спрашивая там «мистера Куста» (англ. Mr. Bush) и Национальную метеорологическую службу с просьбой позвать «мистера Снега» (англ. Mr. Snow). Подобные хулиганские выходки происходили абсолютно во всех городах, и не везде сотрудники могли придумать способ прекратить шквал звонков от хулиганов. В Чикагском зоопарке для борьбы против пранкеров придумали оригинальный способ: в случае, если кто-то спрашивал «мистера Льва», телефонисты ставили запись оглушительного львиного рыка с пластинки, чтобы отпугнуть хулиганов.
В 1930-е годы популярной стала также шутка, связанная с маркой табака Prince Albert, название которой было дано по имени принца Альберта, будущего короля Эдуарда VII: этот табак продавался в жестяных банках. Шутка заключалась в том, что пранкер звонил в магазин и спрашивал, есть ли в ассортименте «Принц Альберт в жестяной банке» (англ. Do you have Prince Albert in a can?). После утвердительного ответа от продавца звонящий мог произнести реплику вида «Тогда подожгите его» (англ. Well, you light him up), «Тогда выпустите его» (англ. Well, let him out) или похожую остроумную реплику. Шутка считается одним из классических телефонных розыгрышей, нередко цитируемая и в современную эпоху. Согласно статье Трудиет Харрис от 1976 года «Телефонные розыгрыши: процветающий способ развлечься» (англ. Telephone Pranks: A Thriving Pastime), в 1930-е годы другой популярной шуткой был вопрос звонившего «Ваш холодильник ещё на ходу [работает]?» (англ. Is your refrigerator running?) и следующая за утвердительным ответом реплика «Ну тогда держите его!» (англ. Well, you better go catch it!). В дальнейшем хулиганы создавали различные варианты розыгрышей, внушая собеседнику о некоей неисправности телефона и прося его обязательно сделать что-то конкретное или ни в коем случае не делать.

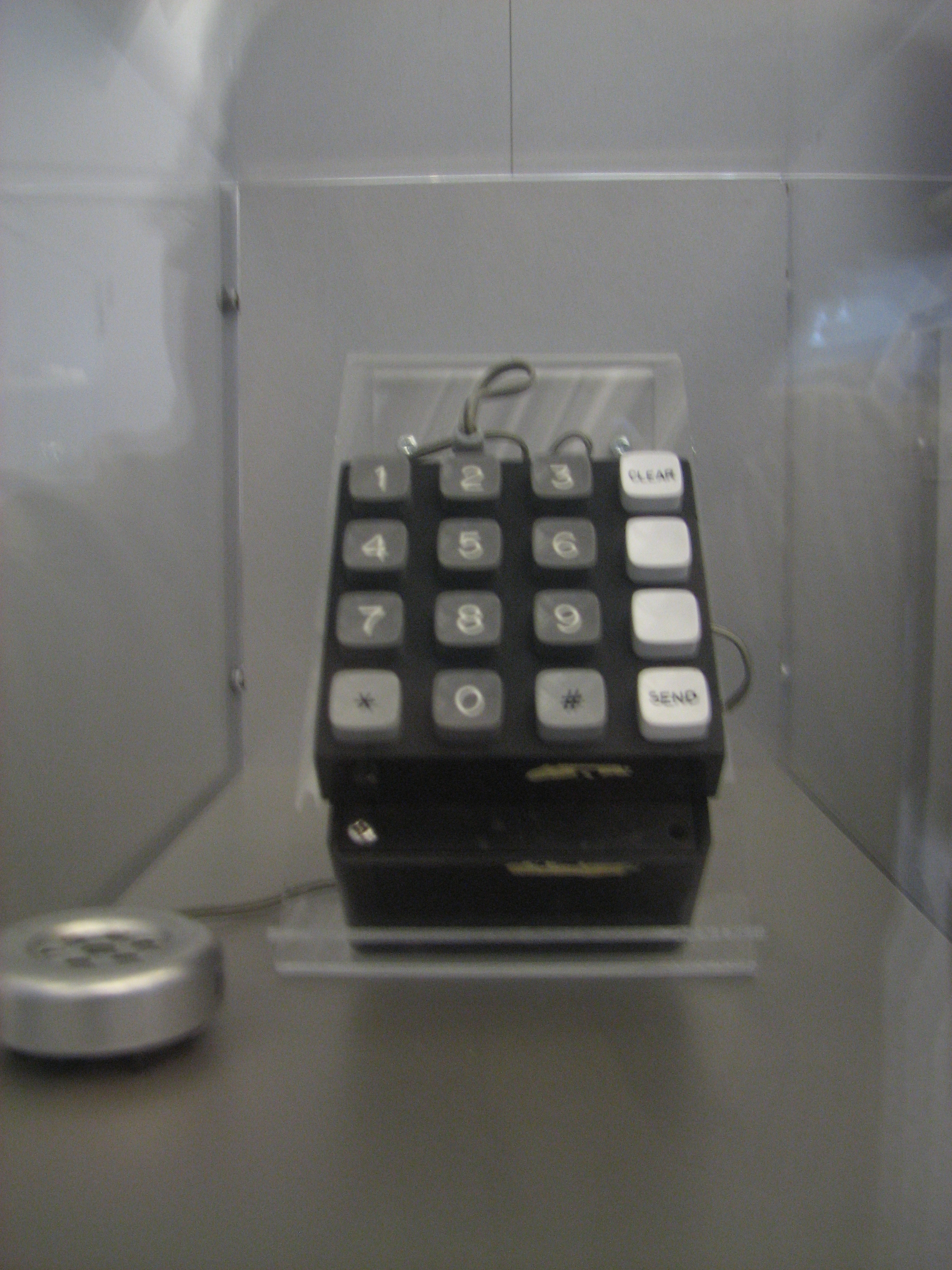
Blue box — электронное устройство, использовавшееся пранкерами для бесплатных телефонных звонков

С развитием техники появилась возможность записывать некоторые разговоры на магнитофон и делиться с друзьями аудиозаписями, а в целом на Западе пранк стал своеобразным комедийным жанром, используемым на радиостанциях в развлекательных целях. Широкую известность получила байка о шутке астронавта Оуэна Гэрриотта над диспетчером ЦУПа, которую тот организовал 10 сентября 1973 года. За сутки до отлёта Гэрриотт записал на диктофон несколько фраз своей жены. Диспетчер был шокирован, когда на запрос связи получил ответ женским голосом о том, что это говорит жена Оуэна, которая «решила принести ребятам поесть чего-нибудь свеженького, домашнего», поскольку среди членов экипажа женщин не было. В 1970-е и 1980-е годы в США также настал расцвет такого явления, как фрикинг, когда пранкеры могли с помощью некоторых технических приёмов взломать телефонную сеть и бесплатно дозвониться абсолютно по любому номеру. Обычно пранкеры выбирали случайный номер, дозванивались жертве и осуществляли её последующий «развод». Жертвами подобных пранков становились в те годы многие знаменитости из мира кино и музыки, телефонные номера которых доставались пранкерам. Записей подобных пранков почти не сохранилось: звонки осуществлялись с телефонов-автоматов, а рассказы о тех шутках передавались либо из уст в уста (то есть при личных встречах), либо с помощью BBS. Одним из самых известных пранков тех лет стал пранк с просьбой отдать взятый в долг совок (опубликован в журнале «2600: The Hacker Quarterly»). Этот розыгрыш и подобные ему позже повторяли многие читатели журнала, неоднократно пересказывая свои истории из пранкерской деятельности.
В 1990-е годы начали массово внедряться услуги наподобие Caller ID для определения номеров, с которых осуществлялся входящий звонок, из-за чего объём хулиганских звонков значительно снизился, однако телефонный пранк продолжил существование, поскольку пранкеры нашли способы обходить даже эти меры безопасности. В 2000-е годы в США стали продаваться диски с лучшими телефонными розыгрышами: продажу осуществляли сами «профессиональные» шутники в Интернете. Также появились команды радиоведущих, которые занимались пранк-журналистикой, звоня знаменитостям и осуществляя процедуру розыгрыша. Из известных радио-пранкеров выделялся Рой Д. Мерсер — вымышленный персонаж, созданный диджеями Брентом Дугласом и Филом Стоуном с радиостанции KMOD-FM. Популярными стали радиошоу, в которых диджеи могли проверять семейные пары на возможное наличие любовных связей на стороне или даже проводить конкурсы с шуточными призами
Самой известной группировкой телефонных хулиганов в то время стала канадская группировка Pranknet, лидером которой был Тарик Малик по прозвищу «Dex»: с 2009 по 2011 годы эта команда массово прозванивала гостиницы и связывалась с их постояльцами, представляясь сотрудниками гостиниц, экстренных служб, представителями служб по обеспечению пожарной безопасности и так далее. Хулиганы сообщали постояльцам о возникших в гостиницах экстренных ситуациях (от испытания сигнализации до пожаров или утечек газа) и предлагая заведомо абсурдные советы по борьбе с такими ситуациями. Так, при сообщениях об утечке газа они советовали разбить окно и зеркало, выкинуть на улицу матрас и постучать в стену лампой, а при сообщениях об обнаружении ядовитых пауков — разбить окно бачком унитаза. Ущерб от таких шуточных звонков, который наносился гостиницам, варьировался в размере от 5 до 50 тысяч долларов, однако постояльцев к ответственности не привлекали, поскольку они реагировали на то, что им показалось «сообщением экстренных служб». Среди жертв таких розыгрышей оказалась и журналистка ESPN Элизабет Моро. Часть подобных розыгрышей заканчивалась возбуждением уголовных дел.

### Другие страны
Детские телефонные розыгрыши, согласно М. Д. Алексеевскому, присутствуют во всех странах мира и по своей сути не отличаются друг от друга; в то же время настоящим пранком называется именно телефонная шутка с оригинальным диалогом, а не построенная по уже имеющемуся шаблону. Пранком в мире активно занимаются радиоведущие: из известных ведущих выделяются израильтянин Дан Бен-Амос, известный как автор словаря современного иврита; британец Стив Пенк, который вёл программу «Capital Punishment» на радиостанции Capital London; канадец Пьер Брассар и другие. Одним из наиболее известных пранкеров Великобритании стал радиоведущий Ноэл Эдмондс, который вёл на BBC Radio 1 утреннее шоу «Noel’s Funny Phone Calls», а позже вёл аналогичную по формату телепрограмму «Noel’s House Party»; при этом сам Эдвардс стал жертвой розыгрыша со стороны Криса Морриса, который разыграл его в эфире программы Brass Eye на Channel 4. В 2005 году в Великобритании на канале Channel 4 вышла в эфир программа Fonejacker с телефонными розыгрышами, которую вели Кайван Новак и Эд Трейси (позже она выходила под названием Facejacker до 2012 года.
В 1978 году британский физик Реджинальд Виктор Джонс выпустил мемуары «Самая тайная война: британская научная разведка в 1939—1945 годах» (англ. Most Secret War: British Scientific Intelligence 1939–1945), в которых рассказал о двух зафиксированных им телефонных пранках. Первый организовал беженец из нацистской Германии, физик Карл Бош: в 1933 году он убедил журналиста одной газеты, что может с помощью телефона описать все совершаемые им действия, умолчав, что из окна его лаборатории он прекрасно видел квартиру этого журналиста и всё, что в ней происходит. Второй пранк организовал сам Джонс примерно в том же году в Оксфордском университете, когда он позвонил одному из студентов-химиков, представившись телефонистом, и попросил его проверить телефон на работоспособность. В ходе этого розыгрыша студент должен был некоторое время попеть громко в трубку, затем подержать телефон на шнуре, стоя на одной ноге, а потом и опустить в ведро с водой: в последнем случае коллега Джонса Джеральд Тач, посвящённый в сущность пранка, вынужден был буквально вцепиться в студента, чтобы не дать ему опустить трубку в ведро. Вышеозначенный студент позже долго хохотал, когда узнал о шутке Джонса.
В Аргентине развитие пранка связано с комиком Доктором Тангаланга, который начал заниматься телефонными розыгрышами и прозвонами простых людей, по некоторым данным, ещё в 1979 году и выпустил серию альбомов с пранками. Со слов самого юмориста, он записал сообщение для автоответчика тогдашнего министра внутренних дел Аргентины Анибаля Фернандеса, который лично его об этом попросил:

Это номер министра внутренних дел Анибаля Фернандеса. Анибаля нет на месте. Если у Вас есть что сказать, оставьте сообщение. Если нет, то какого чёрта Вы сюда звоните?
Оригинальный текст (исп.)Este es el número del Ministro del Interior Aníbal Fernández, Aníbal no está. Si tenés algo que decir, dejá el mensaje. Si no, para qué carajo llamaste?

### Изучение с научной точки зрения
Несколько научных исследований, посвящённых пранку, констатируют, что подобное развлечение является популярным среди детей в возрасте от 11 до 14 или 15 лет. В 1973 году американская фольклористка Норин Дрессер (англ. Norine Dresser) опубликовала первый труд по изучению детских телефонных розыгрышей под названием «Телефонные розыгрыши» (англ. Telephone Pranks): в рамках исследования она опросила более 400 учащихся старших классов, выяснив, что более 90 % из них хотя бы раз в жизни занимались подобными розыгрышами. По мнению Дрессер, звонки почти всегда совершались группами и служили нескольким социальным потребностям детей, а также позволяли на какое-то время смутить взрослых.
Считается, что в целом тексты диалогов в рамках телефонных розыгрышей в странах примерно одинаковые по сути, но для англоязычного пранка, по мнению Трудиер Харрис, характерно достаточно частое обыгрывание разных значений одного и того же слова. Помимо известного розыгрыша с «бегающим холодильником», популярным было обыгрывание фамилии Уоллс (англ. Walls) и слова «сте́ны» (англ. walls): звонивший спрашивал семью Уоллсов, а когда абонент отвечал «нет» на вопрос «Есть ли кто-нибудь из Уоллсов?» (англ. Are there any Walls there?), то шутник спрашивал «Что же держит тогда крышу дома?» (англ. Then what’s holding up the roof?). Другим вариантом стал звонок от имени телефонной компании, когда шутник мог попросить собеседника что-то сделать для проверки связи (например, подуть в трубку), а иногда просил его в течение следующих 15 минут не говорить ничего в трубку, предупреждая, что ведущий ремонтные работы техник может получить удар током. Далее он названивал в течение последующих 15 минут, и в случае, если жертва пранка всё-таки что-то говорила в трубку, хулиган издавал «леденящий кровь крик» (англ. blood curling scream).
По мнению С. В. Черновой, для пранка в США и других странах коммуникативная стратегия провокации скрыто выражается посредством косвенных намёков и ироничных этикетов, а сам пранк относится к сфере развлекательного дискурса и может быть конструктивен по своей природе, формируя положительный эмоциональный настрой участников общения. Харрис же полагает, что телефонный розыгрыш позволял звонящему выпустить все негативные эмоции с минимальным риском поплатиться за свою шалость: ребёнок, осуществляя такой розыгрыш, мог получить возможность отдавать команды взрослым и добиваться их беспрекословного выполнения, а не наоборот.

## История русскоязычного пранка

### Предыстория развития
Телефонное хулиганство существует в России и на постсоветском пространстве, вероятно, столько же, сколько существует сам телефон (что подтверждается давними записями, считающимися классикой пранка). По распространённой легенде, невольным автором одного из первых случаев телефонного хулиганства стал Никита Богословский, который позвонил некоему «Ангелу Ангеловичу» и попросил к телефону «Чёрта Чёртовича», услышав в ответ грубые выражения; спустя несколько десятков лет он снова позвонил по тому же номеру и повторил свою просьбу, услышав в ответ брезгливое: «Ты ещё жив, сволочь?!». Согласно мемуарам кинодокументалиста и военного корреспондента Романа Кармена «Но пасаран!», военный переводчик Виктор Боев во время штурма Берлина организовал своеобразный розыгрыш, дозвонившись до Йозефа Геббельса: узнав, что рейхсминистр пропаганды не намерен сбегать из города, предупредил, что советские солдаты возьмут город и достанут Геббельса, где бы он ни спрятался. Согласно Кармену, звонок состоялся за двое суток до самоубийства Геббельса, а о состоявшемся разговоре был оформлен акт, который Совинформбюро в итоге так и не отправило в агентство «Юнайтед Пресс».
Популярность телефонных розыгрышей в СССР стала расти в послевоенные годы: подобные звонки очень часто совершали представители интеллигенции (поэты, учёные, актёры), которые выбирали абонента либо наобум, либо с вызывающей забавные ассоциации фамилией, либо по номеру на денежной купюре (по словам Сергея Кургиняна, жертвами розыгрышей становились известные поэты). Как правило, они собирались на квартире, организовывали застолье и в разгар веселья выбирали человека, который будет звонить и разыгрывать собеседника. Звонки могли осуществляться либо по выбранным наугад номерам, либо по известным номерам конкретных людей, а иногда и от имени известных людей. В 1973 году после выхода сериала «Семнадцать мгновений весны» в СССР последовала волна шуточных звонков: в фильме был назван телефонный номер, по которому агенты гестапо предлагали профессору Плейшнеру позвонить в случае провала. Звонившие представлялись сотрудниками госбезопасности или самим Плейшнером, доводя владельца реального номера до исступления и истерики. По словам украинского радиоведущего Дмитрия Чекалкина, телефонными розыгрышами занимались известные режиссёры-мультипликаторы Александр Татарский и Давид Черкасский, дозваниваясь художественным руководителям УССР: оба были недовольны тем, что в Киеве обоих режиссёров не ценили, и «отыгрывались» таким образом. Сам Татарский звонил директору киностудии и изображал «Николая Степановича, который ему везёт арбузы на КАМАЗе в подарок от херсонских коллег» (укр. Миколу Степановича, який везе йому кавуни на камазі в подарунок від херсонських колег), ставя магнитофонную запись.
Телефонными розыгрышами в СССР и России любили также заниматься дети: писательница Полина Дашкова утверждала, что в первом классе у неё были одноклассники, любившие наугад набирать телефонные номера и вести шуточные разговоры. В советской науке одно из первых исследований детского телефонного хулиганства как части детской коммуникативной культуры было проведено в 1985 году М. В. Осориной в рамках научной статьи «О некоторых традиционных формах коммуникативного поведения детей»: автор характеризовала подобные развлечения как попытку детей исследовать границы дозволенного во взрослом мире, научиться решать трудные жизненные задачи и оценить свои возможности. Из детских шуточных телефонных диалогов широко стал известен в фольклоре диалог следующего содержания «Это квартира Зайцевых? Нет? А почему тогда из трубки уши торчат?». Другим классическим примером русскоязычного телефонного пранка с участием двух пранкеров стала следующая ситуация: один пранкер несколько раз звонил по номеру с просьбой «позвать Васю», подводя каждым следующим звонком жертву к моменту нервного срыва; в самый критический момент дозванивался второй пранкер, представлялся тем самым «Васей» и спрашивал, не было ли каких-либо звонков с просьбой позвать его.

### Становление пранк-движения

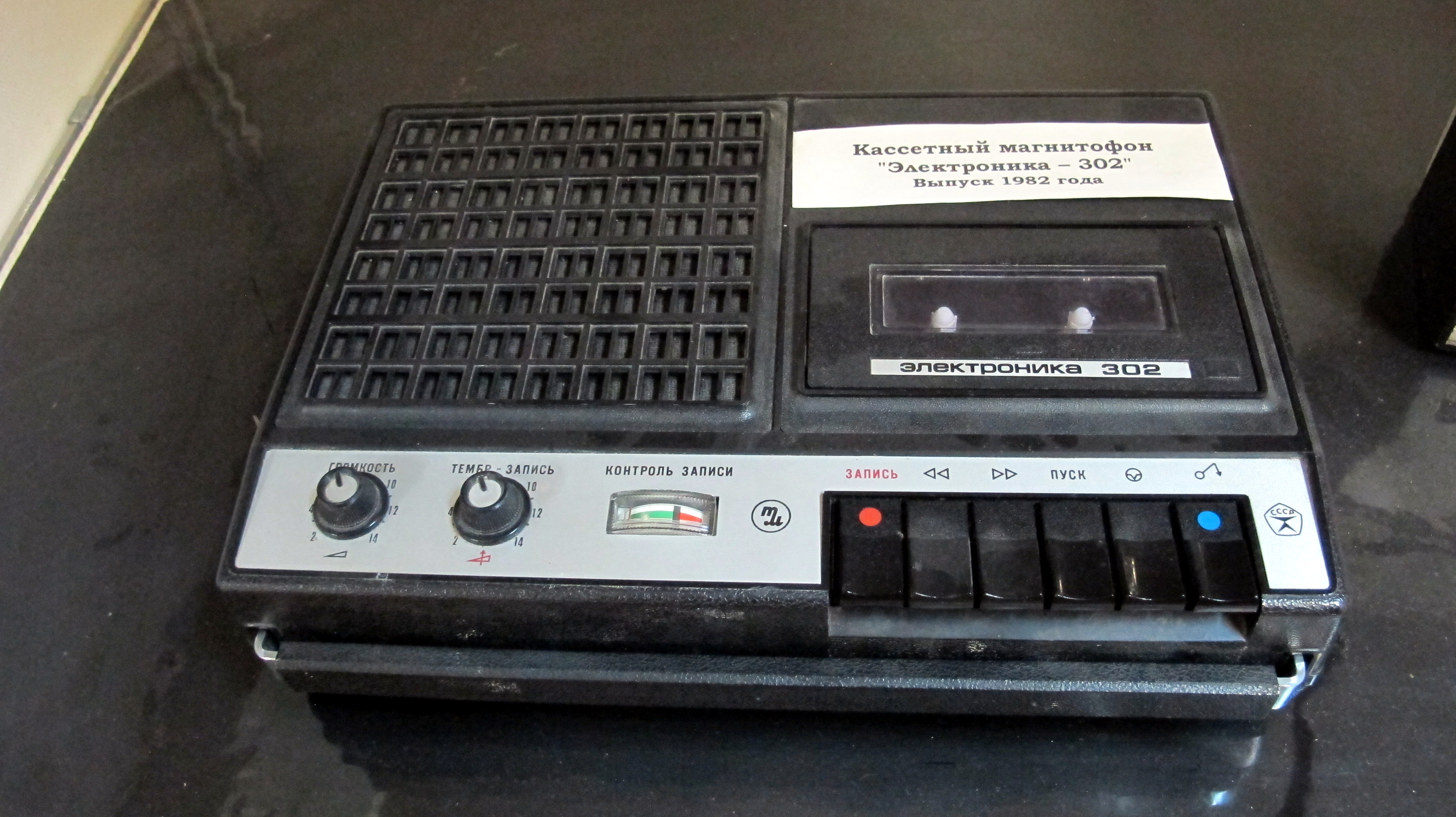
Кассетный магнитофон «Электроника-302»

В качестве первого официального в СССР пранка российским пранк-движением считается телефонный разговор, который был записан в 1989 году студентом 1-го курса МИРЭА по имени Ярослав Сафонов: пытаясь дозвониться до своей новой знакомой по имени Катя, Ярослав случайно перепутал номер и попал на неизвестного собеседника, а в ответ на просьбу студента «позвать Катю» незнакомец выругался. Ярослав сообщил своему другу Александру о разговоре, и вскоре по указанному номеру стали названивать друзья Ярослава, начавшие позже записывать звонки с бурной реакцией абонента. Эта жертва пранка, старший офицер флота в отставке Александр Александрович Богомолов (1936—2015), вошла в историю под псевдонимом «Дед ИВЦ», поскольку в одном из разговоров тот взял трубку со словами «Информационно-вычислительный центр слушает вас». Продолжительность серии всех записей 1989 года составляет 18 минут, а все они были сделаны на магнитофон «Электроника-302». В 1998 году в России был записан второй по популярности телефонный пранк под условным названием «Бабка АТС»: учащийся старших классов одной из кемеровских школ по имени Роман, пытаясь дозвониться на АТС и узнать свою задолженность за телефон, по ошибке набрал номер, принадлежавший некоей пожилой жительнице, и в ответ на безобидный вопрос «Это АТС?» услышал брань. Роман пригласил друга, который записал несколько разговоров с женщиной на кассету. Имя жертвы пранка осталось неизвестным, поскольку номер телефона через неделю после записей пропал, а отыскать адрес жертвы не удалось.
Считается, что пранк-культура, равно как и сам термин «пранк», появились в России на рубеже XX—XXI веков благодаря развитию интернета: основой для этого считается традиция детского «баловства» по телефону, корни которой уходят ещё в советскую эпоху. Первые записи делались на кассетные магнитофоны типа «Электроника-302», а в дальнейшем для записи разговоров стало использоваться более технологически продвинутое звукозаписывающее оборудование (например, специализированные мессенджеры типа Skype с возможностью голосовой связи, поддерживающие запись разговора и не позволяющие увидеть звонящего). Примерами программ, позволяющих осуществлять звонки, записывать ведущиеся разговоры через модем и сохранять их на каком-либо носителе, стали Venta Fax, Modem Spy и Call Coder; записи при этом, как правило, не редактируются и сохраняются в первозданном виде. Важным шагом для защиты от вычисления личности пранкера по телефону стала IP-телефония: система карточной телефонии получает доступ к номеру звонящего абонента, но не передаёт его никому. При использовании Skype можно было установить местонахождение компьютера, с которого осуществлялся звонок, однако если таковым являлось интернет-кафе, то следствие не могло установить личность звонившего без официального запроса в адрес компании.
Возможности поиска потенциальных жертв пранка расширились после того, как в 1990-е годы в Москве на компьютерных рынках в продажу поступили пиратские базы данных с адресами и телефонами частных лиц: пользуясь системами поиска, можно было отыскать адрес и фамилию абонента по телефону номера (или наоборот), чем не преминули воспользоваться пранкеры, подбирая жертв со «смешными» фамилиями типа Труппак. Открытие сайтов в Интернете, на которых выкладывались аудиозаписи пранков, стало очередной вехой в развитии русскоязычного пранка: большая их часть изначально находилась на хостинге narod.ru. В 2003 году был создан сайт www.buhalo.info, где были выложены записи с голосом «Деда ИВЦ», а в декабре 2004 года был опубликован рассказ «Настоящая история Деда», посвящённый пранку и поиску подлинного имени жертвы. В том же 2004 году был основан крупнейший портал пранкеров prank.ru, где стали выкладываться файлы с записями разговоров пранкеров и их жертв (позже аудиофайлы стали распространяться на CD). Аудитория сайта (количество зарегистрированных пользователей и гостей) в какой-то момент превысила отметку в 41 тысячу человек: в марте 2006 года на нём числилось более 1750 зарегистрированных пользователей, в мае 2006 года — 2330, к декабрю 2008 года количество пользователей превысило отметку в 11 тысяч человек (большая часть посетителей скачивала файлы с записями пранков, даже не регистрируясь). В 2005 году пранкеры учредили свой профессиональный праздник (30 апреля), а также приняли девиз и одноимённый гимн «Возьми трубку и зажги мир!»; летом того же года в Москве прошёл так называемый «первый всероссийский съезд пранкеров» (в 2011 году подобное мероприятие было организовано под названием Russian Prank Congress), на котором, по некоторым данным, собрались около 30 человек из разных городов. Распространение мессенджера ICQ также предоставило пранкерам возможности создания текстовых пранков: звонящий мог представляться вымышленным именем и должностью, связываясь с любым человеком, однако эффектность таких пранков была намного ниже по сравнению с телефонными.
В независимой Украине первая волна организованных пранков датируется 2003—2004 годами. Лидером пранк-движения в этой стране стал Евгений Вольнов (настоящее имя — Никита Андреевич Кувиков), который занимался преимущественно розыгрышем коллекторов, пытавшихся взыскать долги. Характерным стилем «Вольнова» были максимально грубые оскорбления, выводившие жертву пранка из равновесия. Вольнов стал одним из редких пранкеров, занявшимся коммерциализацией пранка, и начал принимать заказы на телефонные пранки разного характера и разной сложности, рекламируя соответствующие услуги на своём сайте. С 2014 года пранки Вольнова стали чаще связываться с политическим кризисом, вызванным Евромайданом и его последствиями. Также отдельные группы пранкеров существовали и в Беларуси.

### Современное состояние пранк-культуры
К концу 2000-х годов пранкеры констатировали, что в их культуре наступил кризис в связи с тем, что большая часть их жертв исчезли из поля зрения (часть из них скончались, другие же сменили номер или прекратили брать трубку). Пранкеры при этом продолжали создавать пранк-миксы и креативы на известных жертв. В России имели место попытки коммерциализации пранка в виде продажи футболок с принтами жертв пранка, однако большой прибыли самим пранкерам это не принесло; в то же время мелодии рингтонов с голосами жертв телефонного хулиганства (чаще всего с бранью или воплями) стали в 2000-е годы обыденной вещью и единственным возможным источником дохода от пранкерства (в то время, когда мелодия скачивалась на телефон после отправки СМС с номером и оплаты соответствующего сообщения). В 2008 году был создан сайт obzvon.ru, продвигавший идею пранка с более гуманным подходом по отношению к жертвам и задуманный изначально как коммерческий, однако сайт закрылся в связи с крайне негативной реакцией самих пранкеров. Сам сайт prank.ru в 2008 году вынужден был закрыться на некоторое время: после поступившей из Тюмени жалобы на деятельность сайта отдел «К» вычислил, кто оплачивал хост (им оказался администратор сайта Phreaker), после чего пранкера доставили в отделение и вынудили его закрыть сайт в обмен на прекращение преследования. Сайт переехал на зарубежный хост, где возобновил свою деятельность под прежним именем. В 2013 году по требованию Роскомнадзора регистраторы прекратили делегирование домена prank.ru и снова закрыли сайт на основании того, что он распространял персональные данные жертв пранка без их разрешения.
По мнению пранкера ВПиХ, движение пранка к 2009 году не вымерло, но оказалось «в некоем состоянии невесомости». Однако Вован полагает, что в 2010-е годы окончательно прекратили своё существование и слаженное пранк-движение, и культура пранка как таковая: значение словосочетания «телефонный пранк» расширилось и стало охватывать не только собственно телефонных хулиганов, но и телефонных террористов, сообщающих о заложенных бомбах, а также мошенников, которые представляются высокопоставленными лицами или служащими. Внутренние конфликты между участниками пранк-движения привели к тому, что часть авторитетных пранкеров ушли с prank.ru, создав собственные проекты наподобие antiprank.ru, который закрылся из-за ссор и скандалов среди администрации. В 2005 году был создан шуточный проект «ИК-450» (название, предположительно, происходит от ранее существовавшей колонии в Иркутской области КИ-450 «Габрич», которая упоминалась в пранках), где размещались шуточные сообщения и произведения непристойного характера, в которых фигурировали члены пранк-сообщества, каким-либо образом провинившиеся перед сообществом или замешанные в неких скандалах. Большая часть пранк-движения осудила этого деятельность проекта, назвав её «нездоровой» и заявив, что остракизму на сайте подвергаются и те личности, которые хотели реформировать пранк-культуру.
Некоторые русскоязычные радиостанции организовывали лайт-пранки: в России в начале 2000-х радиостанция «Наше радио» выпускала программу «Шизгарики»: ведущими записывались четыре повторяющиеся фразы, которыми потенциального объекта доводили до «белого каления» (обычно звонили хамоватым администраторам прачечных, парикмахерских или клиник), однако если собеседник не поддавался на провокации, то мог выиграть автомобиль. В эфире Русского радио также выходила рубрика «Купи — продай» утренней программы «Русские перцы» (в рамках рекламной кампании бренда «Из рук в руки»), где ведущие торговались с лицами, подававшими рекламные объявления, а в случае согласия на снижение цены раскрывали свои личности и дарили согласившемуся на «скидку» продавцу приз. В настоящее время на «Юмор FM» выходит лайт-пранк-программа «Шутки-шоу» (ведущие Гоша Гаглоев и Артём Шевелев). Руководитель украинской телерадиокомпании «Киевские Ведомости», ретранслировавшей Украинскую службу Би-би-си, Дмитрий Чекалкин нередко разыгрывал подписчиков одноимённой газеты «Киевские Ведомости», вручая догадавшимся о розыгрыше подписчикам призы (как правило, эти розыгрыши происходили при поздравлении с днём рождения); на момент обращения украинской Книги рекордов Гиннесса Чекалкин организовал поздравление 30 тысяч именинников. Позже в программе «Селебритис» он разыгрывал звёзд шоу-бизнеса.
Методика пранкеров по систематическому прозвону одних и тех же лиц позже стала использоваться городскими и муниципальными властями для решения некоторых проблем. Так, 25 ноября 2010 года администрация Магнитогорска начала эксперимент по борьбе против незаконной бумажной рекламы («уличного спама»): по номерам телефонов, указанных в незаконных листовках, с 8 до 23 часов осуществлялся непрерывный автодозвон владельцам объявлений с просьбой снять листовку. Аналогичные меры по борьбе против излишней бумажной рекламы принял в том же году и Златоуст.
В 2010-е годы, по мнению Вована, в России зародилась собственная пранк-журналистика: попадание горячих фактов, добытых с помощью пранка, в таблоиды по темам шоу-бизнеса, позже переросло в использование пранка для получения информации касаемо неких политических событий, хотя новости шоу-бизнеса всё ещё оставались в топе. К 2020 году, по словам того же Вована, пранк стал бизнесом: некоторые лица предлагали желающим за умеренную сумму позвонить по выбранному номеру и нецензурно обругать абонента. В том же году, однако, пережил «второе рождение» и удостоился колоссального внимания от пользователей Рунета пранк «Ну как там с деньгами?», записанный в 2008 году, а в 2011 году на YouTube была выложена аудиозапись этого пранка с видеонарезкой говорящих по телефону Владимира Путина и Дмитрия Медведева. Предполагаемым автором пранка является человек по имени Андрей, который, по собственным словам, записал серию пранков в 2004—2006 годах, «вырезая» при этом неудачные звонки, а позже ушёл из пранка.

## Характеристики русскоязычного пранка

### Образ пранкера
Возрастной диапазон пранкеров варьируется: по одним оценкам, в 2000-е годы пранкерством занимались лица в возрасте от 15 до 29 лет, по другим — лица в возрасте от 14 до 40 лет. С учётом такого явления, как детское телефонное хулиганство, в диапазон звонящих могут включаться и дети в возрасте от 11 до 15 лет (преимущественно мальчики). Опрос от декабря 2005 года на сайте prank.ru выявил, что большую часть пранкеров составляют лица в возрасте от 17 до 19 лет, также примерно одинаковое количество пранкеров относятся к возрастным группам 14—16 и 20—23 лет, хотя особым авторитетом пользуются именно те, кто начал заниматься пранком в первой половине 2000-х. Также большую часть пранкеров составляют парни: девушки-пранкеры встречаются очень редко. Чаще всего пранкером обычно становился подросток или молодой человек из благополучной семьи со средним или высоким доходом, получающий высшее образование. По мнению М. Д. Алексеевского от 2009 года, наибольшие возможности для пранка были в Москве и Санкт-Петербурге, где были наиболее высокие в России уровень жизни и развитость современных средств коммуникации, и именно там проживали большинство русскоязычных пранкеров. Также, согласно данным опроса сайта prank.ru, проходившего с ноября по декабрь 2008 года, у почти половины пранкеров был свой автомобиль. Большая часть пранкеров дозванивалась жертвам с мобильных телефонов, обмениваясь номерами в Интернете. Пранкеры гипотетически могут представляться кем угодно: журналистами разных изданий, работниками ЖКХ, диджеями с радиостанций или даже соседями.
Сообщество пранкеров характеризуется как крайне закрытое: они скрывают свои настоящие имена (используют никнеймы), не публикуют контактные данные, настороженно относятся к незнакомым людям (в том числе представителям СМИ), которые пытаются договориться с ними о встрече, и всегда скрывают мотивы свои поступков. Долгое время общение пранкеров осуществлялось только на специальных сайтах и порталах, большая часть содержимого которых была закрыта для незарегистрированных лиц, а пранкеры знали друг друга именно по никнеймам, не афишируя свои контактные данные во избежание преследования со стороны жертв. В 2000-е годы стали создаваться группировки пранкеров, которые находили телефонные номера и «разрабатывали» жертв: численность таких команд составляла обычно три-четыре человека. Примерами таких команд являются Funky Prank, KillPhone, The Third World War (известные члены — Stein, Bolt и Сан Саныч), Moscow Prank Unification, Z13, R.P.G. и т. д. Среди известных пранкерских никнеймов упоминаются MONSTER, Phreaker, Sh@ЯK-Акулыч, ABomb, БYльDoG (все трое — наиболее известные авторы пранк-миксов), Stakkan, Kilroy, Vnuk, Бес, Shaxid, CLAUS, ВПиХ, Leonidych, Dvdvitya, СЛАВЯН, Junior (он же Алексей Баженов), Lexu$ (он же Алексей Столяров, «Лексус»), Vovan222 (он же Владимир Кузнецов, «Вован») и т. д. Лексус в интервью 2004 года журналу «Хакер» перечислял среди деятелей русскоязычного пранка таких лиц, как FIKUS, RegeDIT, DIMONS, Jim, Dt, Luxma, Domkrat и другие. Он отмечал, что все пранкеры живут в разных городах, но прекрасно знают друг друга и ездят в гости.
Группировки пранкеров продумывали план прозвона каждой из жертв: к примеру, один пранкер готовит план атаки, второй звонит и ведёт беседу, а третий отвечает за техническую часть. В одних случаях адрес и телефон жертвы пранкеры получают предварительно, готовя свою атаку, в других случаях пранк может начинаться с ошибочного набора номера и последующего разговора. Информация о жертвах пранка публикуется на сайтах в виде краткой биографии каждой из жертв и может дополняться по мере «разработки» той или иной жертвы, однако телефоны жертв выкладывать на сайтах запрещается во избежание шквала звонков и под угрозой бана пользователей, выложивших номера. Важную роль в деятельности пранкеров играла предварительная проверка номеров на работоспособность и отсутствие автоматического определителя номера, не позволявшее раскрыть личность звонящего (наличие АОН подтверждалось характерным щелчком и изменением тона звука в трубке, хотя иногда определитель работал и без подобных щелчков). В случае, если звонящим является подросток или ребёнок, то он старается менять голос, чтобы его приняли за взрослого человека, говорит более «серьёзным тоном» и использует речевые штампы официально-делового стиля; нередко звонящий может апеллировать к значимым для взрослых социальным структурам (правоохранительные органы, коммунальные службы и т. д.). При звонке пранкер оставляет за собой право прекратить разговор и оставить собеседника в недоумении; более того, если ответ на первый вопрос пранкера в рамках какого-то диалога может быть предопределён заранее, то последняя реплика ставит собеседника в тупик. Одним из главных условий для пранкера является умение сдерживать смех при разговоре, чтобы не выдать себя собеседнику. В целом у пранкера достаточно большая коммуникативная свобода выбора темы его розыгрыша.

### Освещение в СМИ
Одно из первых подробных описаний пранка в прессе давали в 2000 году колумнисты журнала «Хакер», которые при этом придерживались принципов объективности и непредвзятости. В 2005 году пранк стал также привлекать внимание телерепортёров и журналистов в связи с тем, что в сети публиковались записи розыгрышей представителей шоу-бизнеса, скандальные материалы о которых традиционно привлекали особое внимание аудитории. Однако в адрес пранкеров стали звучать обвинения, характерные для панически-морализаторского подхода СМИ к освещению деятельности пранк-культуры. В прессе начали осуждать пранкеров и даже демонизировать их: в газетах и телепередачах выходили сюжеты, в которых пранкеров обвиняли в аморальном поведении или даже телефонном терроризме. Попадание пранка в телеобзоры и на первые страницы крупных СМИ сыграло злую шутку: на сайтах пранкеров стали регистрироваться обычные люди, которые горели желанием всего лишь похвастаться, а не прочувствовать суть пранка. Часть пранкеров прекратили записи, опасаясь возмездия за звонки после репортажей.
По словам социологов-специалистов по молодёжной культуре, заявления о «телефонном терроризме» и аморальности пранкеров не соответствуют истинному положению дел, а сами пранкеры могут воспринимать подобные сюжеты как с иронией, так и с возмущением и даже агрессией. Так, в октябре 2008 года модератор сайта Prank.ru под никнеймом CLAUS обвинил редакцию программы «Час пик» с телеканала РЕН ТВ в недобросовестности, поскольку вышедший в передаче сюжет о пранке содержал множество фактических ошибок и субъективных мнений психологов: на личной встрече с CLAUS-ом журналисты дали обещание тщательно подготовить телесюжет и не включать спорные тезисы, однако, по словам модератора, не сдержали своего слова.

### Психологическая сторона розыгрышей
Психологи полагают, что у пранкеров может быть разная мотивация для организации розыгрышей: достаточно часто ею является банальное желание самоутвердиться перед сверстниками (в том числе и не совсем приемлемыми способами) при наличии комплекса неполноценности или неудовлетворённости (обычный телефонный разговор почти никому не интересен). Также из иных видов мотиваций выделяются стремление свести личные счёты с жертвой, определённый уровень культуры пранкера или обычное желание похулиганить. Некоторые из людей, которые в детстве занимались телефонными розыгрышами, на основании собственного опыта позже делали выводы, что чаще всех телефонным хулиганством занимались именно те дети, у которых попросту не было дома телефона: они не могли сидеть спокойно, поэтому набирали все телефонные номера подряд и говорили абсолютно всякую ерунду, пытаясь тем самым избавиться от дефицита телефонного общения. По мнению некоторых психологов, корни идеи телефонного и любого другого пранка могут лежать в так называемом «маятниковом воспитании», когда один родитель разрешал ребёнку мелкие шалости, а другой нет, вследствие чего в детстве у ребёнка не могло сформироваться чёткое понимание о «хорошем» и «плохом», и «маятниковая система» начинала обязательно срабатывать во время звонка, когда звонящий испытывал удовольствие от раздражения собеседника.
Сами пранкеры утверждают, что целью их звонков является не доставление неприятностей жертве, а всего лишь получение яркой записи. В анонимном интервью 2005 года один из пранкеров сказал, что пранк позволяет звонящему развивать речь, мышление и чувство юмора, а также учит общаться с абсолютно разными людьми; если пранкером является ребёнок, то он таким образом осваивает пространство взрослого мира, учится говорить на языке взрослых и адаптируется к нему, при этом противопоставляя свою систему ценностей взрослой системе. На первый план в каждом пранке выходят индивидуальность и свобода языкового выражения, причём последняя характеризуется преобладанием сжатых и средних по объёму высказываний с нецензурной лексикой. Иногда пранкеры составляют сценарий, по которому ведут диалог с жертвой, чтобы избежать разоблачения и не подражать «коллегам»: пранкером предварительно прорабатываются не только все возможные ответы жертвы на тот или иной вопрос, но и последующая реакция звонящего с его новыми репликами. С другой стороны, некоторые пранки строятся исключительно на импровизации и более характерны для зрелых пранкеров (взрослых лиц), которые готовы к экспромту, могут использовать свою фантазию, подстраиваться под ситуацию и сохранять самообладание: иногда даже при прописанном сценарии пранкерам приходится импровизировать и при необходимости направлять жертву в нужную сторону, чтобы добиться от неё конкретной реакции. Одним из характерных приёмов пранка является прозвон жертвы с определённой периодичностью: некоторые из пранкеров в ответ на всяческие нападки изображают искреннее удивление и требуют объяснений от жертвы. Некоторые культурологи даже называют телефонный пранк своеобразным жанром концептуального искусства и рассматривают его как образец игрового поведения, свойственный молодёжи.
Все возможные риски разговора с жертвами «вживую» и возможные последствия (от воспитательной беседы до рукоприкладства и возбуждения уголовного дела) пранкеры оправдывают своей любовью к экстремальным поступкам и желанием получить впечатления после пранка. В то же время непродуманный розыгрыш может причинить серьёзную психологическую травму жертве: от нервного срыва или скандалов в семье до инфаркта или сердечного приступа. В журнале «Хакер» за 2000 год колумнист Аватар упоминал пять общих правил действий пранкеров:
- не звонить людям, если им в тягость вести разговор или поддерживать его;
- не прозванивать пожилых людей или тяжело больных по морально-этическим соображениям;
- не переходить на личности и не использовать ненормативную лексику (последняя ошибка характерна преимущественно для «новичков» в мире пранка, которые не понимают его суть)[24];
- при определении номера не выдавать себя, а настаивать на случайности;
- при подготовке пранка убедиться, что он может рассмешить не только пранкера, но и саму жертву.

### Образ жертвы пранка
Отличительная черта русского пранка — центральная роль «жертвы» (субъекта пранка), в то время как в англоязычном пранке ведущая роль отводится самому пранкеру. Среди жертв пранка нередко фигурируют знаменитости постсоветского пространства — звёзды шоу-бизнеса (актёры, певцы, телеведущие) и политические деятели, причём звёзды сами пользуются натянутыми отношениями с пранкерами и иногда «подставляют» своих коллег. В то же время они не владеют «народным красноречием» и не тратят своё время на то, чтобы подолгу общаться с пранкерами, многие из которых скептически относятся к «звёздным пранкам»: ажиотаж такие звонки вызывают преимущественно у «жёлтой прессы». В 2008 году был запущен сайт evilstar.ru, где размещались пранки исключительно со знаменитостями, чётко отсортированные по персоналиям: создатели рассчитывали показать посетителям другую сторону характера каждой звезды, которая не демонстрируется в телесюжетах или на концертах. К январю 2009 года были созданы разделы по 120 знаменитостям, однако в большинстве разделов количество пранков не превышало двух.
С точки зрения пранкеров, более «перспективными» в качестве жертв русскоязычного пранка считаются именно обычные люди, которые могут принимать от 20 до 30 таких хулиганских звонков и бесед ежедневно. Особую популярность обрели пранки с «великими жертвами» — многократными участниками пранков, которые готовы часто и долго говорить с хулиганами, обладая при этом уникальной манерой общения, и становятся тем самым культовыми персонажами в субкультуре пранкеров. В русской практике с жертвами часто работают десятки разных пранкеров, разрабатывая их долго, раскрывая тему и внося элемент сюжетно-контекстного развития: они стремятся узнать подробности её биографии (от работы до семьи и увлечений), что позже обыгрывается во время новых звонков. На основании записей разговоров пранкеры могут создавать целые «комедийные сериалы», а разговоры с «великими жертвами» могут вестись дольше обычного, что предоставляет пранкерам больше возможностей и больше материала для создания коллекций записей. Обработку жертвы доверяют преимущественно опытным пранкерам, поскольку новички своими действиями могут «спугнуть» жертву: она может прекратить брать трубку. Сама жертва, как правило, находится в полном неведении относительно звонящих ей людей, целей подобных звонков, а также фактов записи и выкладывания разговоров в Интернет.
Подавляющую часть «народных» жертв пранка составляют люди старше 40 лет, характеризуемые нередко как «неуравновешенные, озлобленные на весь мир, с явными проблемами в бытовой жизни» — согласно С. В. Черновой, это взрослые люди «холерического типа темперамента с низким уровнем эмоционального интеллекта». Чаще всего жертвами пранка становятся одинокие пенсионеры, для которых стационарный телефон является единственным средством коммуникации. По мнению некоторых пранкеров, пенсионеры сами дают повод для пранков, поскольку «покрывают матом всё, что видят», а их жизнь является достаточно скучной, но при этом пенсионеры сами не против подыграть пранкеру: в пранк-движении была популярна теория, что звонки помогают пенсионерам избавиться на какое-то время от одиночества. Также среди жертв встречаются сотрудники служб технической поддержки, которые достаточно часто вынуждены отвечать на одни и те же вопросы, что может вывести из себя кого угодно. В то же время, согласно газете «Московская правда», на веб-сайтах в списках жертв пранка нередко оказывались лица с сомнительной репутацией: директора школ, бравшие взятки; скандально известные чиновники; сотрудники магазинов и банков, хамящие клиентам, и другие подобные личности. На стыке 2000-х и 2010-х годов начали набирать популярность звонки коллекторским агентствам: звонки осуществлялись с SIM-карт, оформленных на злостных неплательщиков и должников, а пранкеры пытались вывести из себя «хамоватых сотрудников-непрофессионалов»: некоторые пранкерские звонки представляли собой по сути технопранки с голосами «народных» жертв. В 2008 году был открыт ресурс musora.org, на котором были впервые выложены пранки с сотрудниками правоохранительных органов — прежде пранкеры не совершали подобные звонки, не желая стать фигурантами дел по факту оскорблений. Также среди жертв встречаются представители национальностей Кавказа, однако для пранков с их участием по состоянию на 2009 год никаких специализированных сайтов не было создано.
Как правило, пранкеры закрепляют за своими народными жертвами (в том числе «великими жертвами») какие-либо клички или прозвища: в русскоязычном пранке известны жертвы с такими прозвищами, как «Дед ИВЦ» (сотрудник военкомата Александр Александрович Богомолов), «Спидо́вая бабка» (пенсионерка Зинаида Николаевна Давыдова), «Рак» (подполковник милиции в отставке Валерий Павлович Вольнов), «Истеричка» (Наталья Демьяновна Самыкина), «Роман Петрович» (Александр Шалуев) и другие. Прозвища придумываются пранкерами в зависимости от сказанных жертвами фраз: так, Александр Богомолов, известный как «Дед ИВЦ», начал один из разговоров с фразы «Информационно-вычислительный центр слушает вас»; Зинаида Давыдова в ответ на звонок пранкера обругала его фразой «Ах ты, сука, спи́довый!»; Валерий Вольнов во время одного из первых разговоров пригрозил «поставить раком» звонившего; Наталья Самыкина получила прозвище просто за манеру разговора (сами пранкеры характеризовали её как однообразную и предсказуемую жертву, использовавшую одни и те же фразы). Из жертв пранка — представителей ближнего зарубежья — выделялся житель Минска Олег Пархимчик, бывший майор милиции.
Одной из уникальных личностей пранка является Александр Шалуев, который не только был жертвой пранка, но и сам занимался пранкерством. Как жертва пранка, он прославился под прозвищем «Пиздопидор» (сокращённо «ПП»), которым обозвал одного из пранкеров в первом официально записанном звонке. В то же время Шалуев был известен под псевдонимом «Роман Петрович», с которым был связан созданный Шалуевым образ преподавателя высшей математики из МГУ, в реальность которого пранкеры верили очень долго, пока не смогли установить его подлинную личность и узнать, что Шалуев лишь успешно играл жертву пранка. Пранкер Лексус (Алексей Столяров) считал Шалуева одной из лучших жертв, которая демонстрировала познания в разных науках и отличалась чувством юмора, хотя первые записи с «Романом Петровичем» особого интереса пранкеров не вызывали. В то же время Шалуев является не единственным представителем пранк-движения, которому приходилось умело играть жертву пранка.
Также особое внимание у пранкеров вызывала москвичка Зинаида Николаевна Давыдова («Спидовая бабка»), которая яростно враждовала со своей соседкой, заведующей детским садом № 1917 Ниной Васильевной Поздняковой: один из рассказов Зинаиды Николаевны позже стал сюжетом для многих СМИ. Давыдова утверждала, что в обмен на устройство её внучки в детский сад Позднякова требовала взятку в размере 400 долларов. При передаче денег милиция задержала Позднякову, а Нина Васильевна во время допроса даже попыталась съесть помеченные купюры: видео задержания и допроса вскоре попало в Интернет, а несколько телеканалов сняли сюжет об этом вымогательстве. Согласно репортажу телеканала ТВ Центр, Позднякова в «достаточно жёсткой и ультимативной форме» вымогала взятку в размере 500 долларов США и 1500 российских рублей, причём это был не первый подобный случай: она отказывалась принимать в детский сад детей-сирот и детей-инвалидов, отдавая их места так называемым «платникам». Однако, как сообщил телеканал НТВ, в возбуждении уголовного дела было отказано в связи с отсутствием состава преступления, материалы уголовного дела сгорели во время пожара в архиве, а Позднякова не прекратила требовать от родителей деньги за устройство детей в детский сад, отказываясь обсуждать скандал с журналистами. В дальнейшем в пранках Давыдова обвиняла и Позднякову, и своих соседей в совершении иных многочисленных преступлений вплоть до торговли наркотиками и создания преступной группировки, однако никаких других доказательств, кроме её заявлений, не предъявлялось.
Обильное количество звонков обычно приводит к тому, что жертвы вынуждены принимать серьёзные меры: одной из наиболее простых является перевод телефона в беззвучный режим с бесшумными вызовами. Для более радикального решения проблем абоненты либо устанавливают АОН (его стоимость в 2000 году составляла от 300 до 500 рублей у перекупщиков), либо вообще меняют телефонный номер, либо физически усиливают защиту своей квартиры и подъезда, чтобы не пускать посторонних: в последнем случае пранкеры, лишающиеся возможности встретиться с жертвой напрямую, начинают расспрашивать соседей об этом человеке. При этом полностью игнорировать звонки у жертв не получается, хотя, по мнению пранкеров, именно игнорирование и есть самый простой способ избежать прозвона и «разработки», а способы обходить АОН пранкерам уже давно известны. Если же потенциальная жертва берёт трубку, то для неё основным способом не поддаться на провокацию и не стать «героем» пранка остаётся внимательное отношение к собеседнику (верифицирование).

### Реакция жертв
Если в американском пранке пытаются довести жертву до состояния замешательства, непонимания, то в русском пранке пытаются довести жертву до «белого каления»: то, что считается забавным для пранкера, вызывает у жертвы как минимум откровенное раздражение. Реакция жертв пранка, как правило, представляет собой нескончаемый поток ругательств с присутствием нестандартных оборотов ненормативной лексики (необычных, запоминающихся ругательств или даже проклятий), а саму жертву могут довести и до нервной реакции на любые звонки вне зависимости от того, является ли очередной звонок пранком или нет. Ряд фраз и выражений, которые были запечатлены на записях, становятся частью лексики пранкеров и их фольклора (в том числе и кодовыми фразами и поговорками), которые могут использоваться в коммуникативных целях в разных ситуациях и даже позволяют отличить пранкера от представителя другой субкультуры. Пранкеры также отмечали особенно бурно реагирующих жертв (в том числе и матерящихся ярче других). В то же время имеют место случаи, когда жертвы узнают пранкеров и, догадываясь об их намерениях, начинают вести беседу в более спокойном тоне или относиться к звонкам с юмором, подыгрывая пранкерам. Это может если не разочаровать пранкера, который намеревался записать очередной разговор, то как минимум поставить его в неловкое положение; также пранк срывается, если жертва отвечает на провокации вяло и безэмоционально.
Для наиболее популярных жертв пранка при этом характерным является не обилие сквернословия в речи, а следующие качества — отсутствие чувства юмора, завышенные самомнение и помпезная, театральная моральная поза. Всё это делает жертву пранка подобной классическим комическим персонажам, у которых неадекватная самооценка вызывает комический эффект. Все эти черты своего характера отражаются в виде пренебрежительного отношения жертвы к звонящему, а также её бурной реакции на провокации и быстрому переходу к унижению оппонента: жертва упоминает с гордостью о своих сомнительных достижениях. Жертвы, демонстрируя своё презрение к пранкерам, нередко грозятся связаться с правоохранительными органами, прикрываясь имеющимися связями, и установить личности звонящих, однако в подавляющем большинстве случаев дальше громких заявлений дело в этом направлении не сдвигается. Среди пранкеров, однако, также распространена точка зрения, что у жертв присутствует дефицит общения, не позволяющий им выйти из игры пранка; иногда они называют одним из факторов агрессивной реакции образ жизни жертв, сопряжённый с вредными привычками. Тем не менее, пранкеры оказывают «великим жертвам» посильную материальную помощь (например, собирая деньги на операцию, покупая и принося продукты с лекарствами).
Для русскоязычного пранка традиционным также является поход пранкеров в гости к жертвам (как правило, групповой), о котором пранкер обязательно предупреждает жертву. Первая такая встреча состоялась в 2004 году, в ходе которой была заснята на видеокамеру одна из жертв пранков. Подобная встреча может заканчиваться как мирной беседой (особенно если пранкеры скрывают свои личности) с чаепитием или извинениями пранкеров за «шутки», так и выяснением отношений с применением рукоприкладства и многократной руганью со стороны жертв в адрес незваных гостей, однако большая часть этих встреч прерывалась при появлении представителей правоохранительных органов (пранкеры отделывались штрафами или лёгкими телесными повреждениями в виде синяков или шишек). В некоторых случаях пранкеры записывают свой поход на цифровую видеокамеру, что позволительно немногим пранкерам, или на камеру мобильного телефона. Иногда пресса утверждает, что пранкеры на встречах нередко осыпают оскорблениями своих жертв и провоцируя их на агрессию.

## Юридическая оценка пранка в России

### Уголовный кодекс и кодекс административных правонарушений
Несмотря на то, что в прессе пранк нередко ошибочно именуется «телефонным терроризмом», а сообщество пранкеров описывают как подпольную организацию с террористическими замашками, согласно современному российскому законодательству, телефонное хулиганство как таковое не может быть классифицировано в качестве преступления, и наказание за подобные действия зависит преимущественно от последствий телефонного хулиганства. Наказуемым является, к примеру, заведомо ложное сообщение о преступлении или происшествии, в частности, о террористическом акте, а также ложный вызов хулиганского характера в спецслужбы. Если пранкер просто звонит жертве и не оскорбляет её никоим образом, то никакого привлечения к уголовной ответственности быть не может: обычно в такой ситуации агрессивное поведение фиксируется со стороны жертвы.
В России пранкер теоретически может быть привлечён к уголовной ответственности по статье 213 УК РФ «Хулиганство» и по статье 20.1 КоАП РФ «Мелкое хулиганство»: под нарушение данных статей попадают нецензурная брань в общественных местах, оскорбительное приставание к гражданам (например, преследование их с видеокамерой) и собственно хулиганство, что влечёт наложение административного штрафа (до 2,5 тысяч рублей) или ареста. Публикация телефонного разговора в сети Интернет может быть оценена как нарушение установленного законом порядка распространения информации о гражданах (статья 13.11 КоАП РФ) и наказуема административным штрафом в размере от 300 до 500 рублей, а если звонки сопровождаются оскорблениями (унижением части и достоинства гражданина, выраженным в неприличной форме), то по статье 5.61 КоАП РФ нарушителю грозит штраф в размере 3 тысяч рублей. В случае, если в ходе звонка звучат угрозы расправы, против угрожавшего может быть возбуждено уголовное тело по статье 119 УК РФ «Угроза убийством или причинением тяжкого вреда здоровью».
Серьёзные юридические последствия может повлечь сама запись разговора и дальнейшее её распространение без уведомления участников об этом: незаконный сбор или распространение сведений о личной жизни лица, составляющих его личную или семейную тайну (в том числе публикация телефонного номера), является нарушением статьи 137 УК РФ «Нарушение неприкосновенности частной жизни» и предусматривает наказание в виде штрафа до 200 тысяч рублей или лишения свободы до 2 лет, а угроза убийством или причинением тяжкого вреда здоровью — лишение свободы на тот же срок. Пострадавший от телефонного хулиганства, согласно статьям 150 и 152.2 ГК РФ, имеет право подавать иск в суд с целью возмещения морального вреда. Пранкер CLAUS также утверждал, что при организации походов к жертвам пранкеры должны были тщательно обдумывать все свои возможные действия: если бы они проникли в квартиру «жертвы» без её ведома и устроили бы там беспорядок, то их могли теоретически привлечь к ответственности по статье 139 УК РФ «Нарушение неприкосновенности жилища».

### Попытки привлечения к суду
В 1995 году при министерстве внутренних дел Российской Федерации было образовано Управление радиоэлектронной безопасности, преобразованное в 1998 году в Управление по борьбе с преступлениями в сфере высоких технологий (управление «Р»). Изначально, по словам Екатерины Пичугиной, оно отслеживало абонентов, которые действительно забивали матом эфир «скорой помощи», милиции или пожарной связи, но позже вплотную занялось борьбой с фрикингом. Случаи привлечения за телефонное хулиганство были достаточно редки, поскольку обнаружить состав преступления в подобных ситуациях было крайне сложно. В случае, если имели место оскорбления, пострадавший обязан был обратиться в суд самостоятельно и предоставить доказательства обвинения (найти телефонных хулиганов). Теоретически правоохранительные органы обязаны были ему помочь, однако подобное происходило достаточно редко: ни милиция, ни полиция не возбуждали дела по частным обвинениям. В 2006 году представители Красноярского краевого ГУВД заявили, что не занимались случаями телефонных хулиганств. В 2007 году адвокат Игорь Трунов заявил, что в действиях звонящих нельзя квалифицировать состав даже такого преступления, как «мелкое хулиганство», или нарушения общественного порядка. Подобные дела, по мнению Трунова, не являлись объектом пристального интереса милиции из-за небольшого масштаба последствий: в том году, согласно сообщению ГУВД Москвы, не поступало заявлений от граждан по фактам телефонного хулиганства в московские отделения милиции. Использование IP-телефонии делает вычисление пранкера практически невозможным.
По словам пранкера Лексуса, привлечь телефонного хулигана к ответственности крайне сложно, но «неофициальное» выяснение отношений с жертвой пранка, разыскавшей звонивших, может иметь наиболее неприятные последствия для пранкеров. Так, в своё время пранкер Stein из команды The Third World War был очень близок к тому, чтобы предстать перед судом, поскольку жертвы его прозвонов пожаловались в милицию, а самого пранкера вызывали на допрос несколько раз. Редким случаем стал 2007 год, когда относящийся к известным «народным жертвам» Валерий Вольнов (он же «Рак») из Кимовска на основании распечаток звонков на АТС вычислил номера пяти кимовских пранкеров (они звонили с домашнего номера) и даже подал на них иск в суд о возмещении морального вреда, который остался без удовлетворения, а во время одного из «визитов» пранкеров устроил с ними драку. Пранкеры утверждают, что Вольнов перезвонил лично каждому из хулиганов, вынудив их прекратить подобную деятельность, но сам он в последующих беседах всячески приукрашивал историю, утверждая, что только из милосердия решил не судиться с хулиганами, ограничившись походом в квартиру к каждому и жёсткой беседой. Из знаменитостей, которые пытались судиться с пранкерами, выделялся Филипп Киркоров: ему удалось вычислить двух пранкеров, постоянно прозванивавших его, которыми оказались Лексус и Авторитетный вор. Если в случае с Лексусом дело ограничилось звонком Киркорова на дом и последующей беседой, то к «Вору» в квартиру ворвался ОМОН, который отвёз его в местное ОВД, где состоялся допрос: после допроса «Вора» отпустили, не заведя дела.
Пранкер Shaxid утверждал, что во время прозвона новой жертвы случайно позвонил женщине, муж которой работал в органах, а на следующий день принял звонок от её мужа и с большим трудом объяснил, что имела место какая-то ошибка на станции; в другом случае пранкер CLAUS утверждал, что однажды чуть не стал фигурантом уголовного дела по статье 319 УК РФ «Оскорбление сотрудника милиции». В 2009 году ещё четверо пранкеров исписали забор у здания ОВД г. Дубна оскорблениями, однако были задержаны милицией при попытке заснять следы своего хулиганства: четверо были оштрафованы, а на одного завели уголовное дело по факту оскорбления сотрудника милиции, которое было закрыто после вмешательства отца обвиняемого (у того якобы были связи с ФСБ). В 2008 году отделом «К» был задержан пранкер Phreaker, который был администратором сайта Prank.ru: ему пришлось закрыть сайт, чтобы не стать фигурантом дела по поводу жалобы на сайт, пришедшей из Тюмени.
Призывы в России к ужесточению наказаний за телефонное хулиганство ужесточились после пожара в торговом центре «Зимняя вишня», произошедшего 25—26 марта 2018 года в Кемерово: украинский пранкер Евгений Вольнов (он же Никита Кувиков) совершил серию звонков в морги Кемерово, представившись судмедэкспертом и призвав морги готовиться к поступлению большого числа трупов (со слов пранкера, число жертв пожара составляло не менее 300 человек, хотя в пожаре погибли 60 человек). Мотивом Кувикова стало желание спровоцировать протесты в российском обществе. В апреле 2021 года Кувиков, заочно арестованный как по обвинению в распространении ложных сведений о жертвах, так и по обвинению в оправдании терроризма (последнее обвинение было связано со взрывом у здания ФСБ в Архангельской области в ноябре 2018 года), был осуждён на 6 лет тюрьмы.

## Юридическая оценка пранка в других странах

### Беларусь
Хотя установление личности телефонного пранкера не занимает особых трудностей, привлечь его к уголовной ответственности весьма проблематично. По законодательству Республики Беларусь, звонящего можно привлечь к административной ответственности в случае, если им было нанесено оскорбление собеседнику, но только при наличии записи разговора или свидетельских показаний этих переговоров. Согласно Кодексу административных правонарушений Республики Беларусь, штраф за оскорбление составляет от 4 до 20 базовых величин. За мелкое хулиганство, согласно тому же Кодексу, предусмотрен штраф в размере от 2 до 30 базовых величин или 15 суток ареста; если же человек был ранее судим за оскорбление или клевету, то его могут привлечь к уголовной ответственности.

### Германия
Параграфом 201 Уголовного кодекса Германии запрещается запись любых разговоров (в том числе телефонных) на любой носитель без предварительного согласия и желания собеседника, поскольку это является нарушением конфиденциальности разговора. Нарушителю грозит денежный штраф или лишение свободы до трёх лет. Предоставление доступа третьим лицам к подобной записи наказывается в случае, если эта информация может нанести вред законным интересам другого лица, но не наказывается, если всё это осуществляется исключительно в преобладающих в данной ситуации интересах общества. Для должностных лиц наказание предусматривает до пяти лет лишения свободы или денежный штраф, а записывающие устройства могут быть изъяты.
Помимо этого, пунктом 1 параграфа 145 запрещаются заведомо ложные вызовы спасательных служб (полиции или пожарных): хулиганам грозит денежный штраф или лишение свободы сроком до одного года. При определённых обстоятельствах звонка пранкера могут привлечь к ответственности за оскорбления (параграф 185, штраф или тюремный срок до двух лет), сталкинг (параграф 238, штраф или тюремный срок до трёх лет) или нанесение телесных повреждений при слишком громком звуке (параграф 223).

### США
Раздел 47 Кодекса США обеспечивает законодательное регулирование всех вопросов связи. Параграфом 223 части 1 данного раздела запрещено осуществлять любые сеансы связи (голосовая связь, сообщения, видеосвязь) на всей территории США (в том числе с учётом международных сеансов связи), организуемые с целью оскорблений и угроз или распространения детской порнографии. Согласно пункту «a», нарушителю грозит до двух лет тюрьмы за подобные действия. Пунктом «b» запрещаются подобные сеансы связи с несовершеннолетними лицами, совершаемые из корыстных побуждений, за что виновнику может грозить штраф до 50 тысяч долларов или до полугода тюрьмы. В случае, если подобный телефонный розыгрыш принесёт реальный финансовый ущерб, ФБР может начать расследование против пранкеров. Сватинг, представляющий собой заведомо ложный телефонный вызов аварийно-спасательных служб по адресу другого лица, квалифицируется не как пранк, а как разновидность мошенничества, признаваемая уголовно наказуемым деянием с точки зрения законодательства.
В 2000 году в США к уголовной ответственности был привлечён пранкер по имени Джозеф Шерер (англ. Joseph Sherer), который в 2000 году совершил шуточный звонок: представляясь врачом, он посоветовал своему собеседнику отрезать сосок, что тот и сделал. Шереру предъявили обвинения в мошенничестве и членовредительстве, и Верховный суд Монтаны приговорил хулигана к 20 годам лишения свободы. Ещё три громких инцидента были связаны с пранкерами, прозванивавшими строителя из Оклахомы Фрэнка Гарретта (ум. 3 июля 2011 года) и организовывавшими технопранки с записью его голоса. В связи со скандальными звонками в полицию обращались жители городов Шугар-Крик (Миссури), Индепенденс (Миссури) и Хьюстона (Техас).
Некоторые из пранков с участием радиоведущих заканчивались судебными тяжбами. В середине 1990-х годов на бостонской радиостанции WKVB ведущие шоу Opie and Anthony Грег «Опи» Хьюз и Энтони Камия начали проводить на протяжении несколько недель розыгрыш приза, который был назван ими «100 Grand» (англ. 100 кусков): радиослушателям внушалось, что речь идёт о 100 тысячах долларов, однако как только в конкурсе определялся победитель, ведущие сообщали ему, что призом был шоколадный батончик 100 Grand Bar. В мае 2005 года похожий розыгрыш приза под названием «100 Grand» провёл DJ Slick на радиостанции WLTO в Лексингтоне (штат Кентукки), однако победительница конкурса Норриша Джилл (англ. Norreasha Gill) подала в суд на радиовещательную компанию Cumulus Media, которой принадлежала радиостанция, и обвинила ведущего в том, что он обманул её на счёт приза и не предупредил её, что разыгрываются не 100 тысяч долларов, а шоколадный батончик 100 Grand Bar. Позже руководство радиостанции безуспешно предлагало Норрише компенсацию в размере 5 тысяч долларов, а DJ Slick заявил на своём сайте, что ушёл с радиостанции (сама WLTO не дала комментариев по поводу ухода диджея). Как выяснилось, это был не единственный случай, когда радиостанции штрафовались за то, что не уточняли, какой именно полагается приз победителям похожих конкурсов: согласно заявлению Федеральной комиссии по связи, описания подобных конкурсов не должны вводить аудиторию в заблуждение, а радиостанции должны проводить конкурсы именно на тех условиях, которые объявлены в правилах.

### Украина
Пранкер может быть привлечён к ответственности по статье 173 Кодекса Украины об административных правонарушениях «Мелкое хулиганство», если суд сможет доказать факт подобного телефонного хулиганства. В 2007 году за телефонное хулиганство нарушителям в качестве максимального наказания могли быть назначены профилактическая беседа и штраф в размере до 200 гривен; в 2010 году, согласно «Судебно-юридической газете», за это предусматривалось наказание в виде штрафа от 3 до 7 необлагаемых минимумов доходов граждан (один доход — 17 гривен на 2010 год). Нарушителя могут направить на исправительные работы до двух месяцев с отчислением 20 % заработка или даже на административный арест до 15 суток. Если пранкер будет звонить в госучреждения (скорая помощь или полиция), то его действия нарушают статью 148-3 того же Кодекса «Использование средств связи с целью, противоречащей интересам государства, с целью нарушения общественного порядка и посягательства на честь и достоинство граждан»: в таком случае предусмотрено наказание в виде штрафа от 100 до 150 необлагаемых минимумов доходов граждан.

### Франция
Согласно Уголовному кодексу Франции в редакции от 1992 года, пранкер гипотетически может быть привлечён к уголовной ответственности за недоброжелательные телефонные звонки или звуковую агрессию, которые совершаются неоднократно с целью нарушить покой другого лица (статья 222-16, параграф 2 «О насильственных действиях», раздел I «Об умышленных посягательствах на неприкосновенность личности»). Нарушителю спокойствия может гипотетически грозить наказание до одного года тюремного заключения и денежный штраф: до перехода на евро штраф составлял 100 тысяч франков, после перехода Франции на евро штраф стал составлять 15 тысяч евро. В случае, если подобный хулиганский звонок совершает супруг или сожитель, то за подобные действия предусмотрено наказание в виде лишения свободы сроком до трёх лет и штрафом в размере 45 тысяч евро.

## Известные жертвы пранка

### Популярные артисты

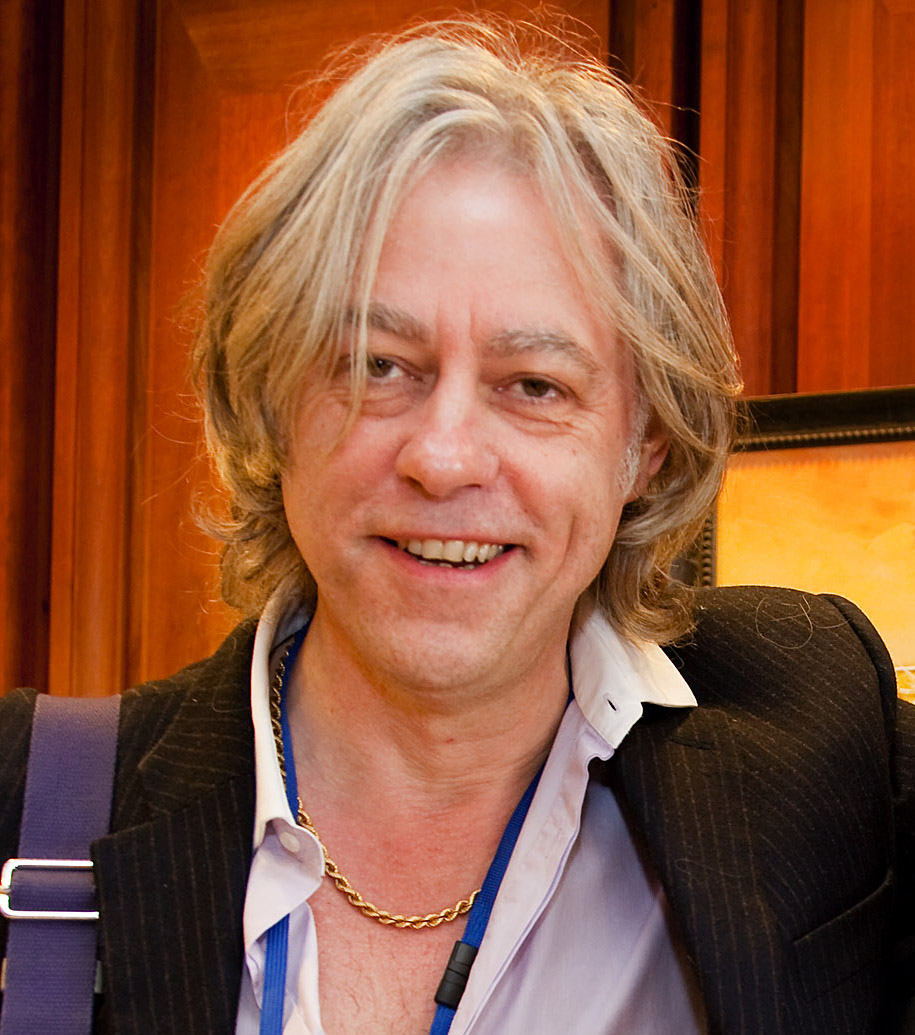
Боб Гелдоф

В Великобритании одним из примеров грубого телефонного розыгрыша звёзд стал звонок в эфир детской передачи Saturday Superstore на BBC One, когда в гостях была группа Matt Bianco: в один из моментов в эфире ожидался вопрос гостям о том, чем бы они занимались, если бы не были музыкантами, однако дозвонившийся грубо выругался в адрес группы, прежде чем его разъединили. Также жертвой пранка стал ирландский музыкант Боб Гелдоф, ведущий XFM: в августе 1998 года в эфире он сообщил о скоропостижной смерти панк-рок-музыканта Иэна Дьюри (он умер в действительности 27 марта 2000 года) и поставил в эфир песню «Reasons To Be Cheerful» группы The Blockheads, в которой выступал Дьюри, а после песни сообщил, что новость о кончине поступила после звонка от неких шутников.
Первые пранки с российскими знаменитостями появились в 2004 году, когда одной из первых жертв стал Сергей Пенкин. В дальнейшем к числу «звёздных жертв» присоединились такие представители шоу-бизнеса, как Ксения Бородина, Дмитрий Дибров, Филипп Киркоров, Борис Моисеев, Кирилл Толмацкий, Лолита Милявская, Ксения Собчак, Сергей Доренко, Роман Трахтенберг, Отар Кушанашвили, Элтон Джон, Антон Носик (стал жертвой звонка, совершённого якобы от имени Тины Канделаки) и многие другие. Реакция звёзд на пранки варьируется: одни (Киркоров или Моисеев) начинали материться в адрес пранкеров и бросали трубку, другие же (Собчак или Децл) иронично отвечали на все нелепые предложения от пранкеров, но в целом разговоры со звёздами были достаточно короткими и ёмкими. По словам пранкера Вована, когда однажды он разыграл редактора российской версии журнала MAXIM Александра Маленкова, тот, узнав правду, даже предложил Вовану вести рубрику с телефонными розыгрышами в журнале.
Анатолий Вассерман признавался, что также становился жертвой подобных розыгрышей, отмечая умение пранкеров подключать своих жертв к конференц-звонкам. В нескольких таких звонках оказывался и сам Вассерман, который вынужден был извиняться перед другими жертвами за подобную ситуацию. О пранках со своим участием Вассерман говорил, что старался поддерживать разговор с пранкерами, отвечая на особенно интересные ему вопросы в содержательных разговорах. По словам Анатолия Александровича, он оказался для пранкеров «не слишком интересной» жертвой, поскольку они не дождались от него ожидаемой агрессивной реакции.
Широко известен случай технопранка с голосом Отара Кушанашвили, когда пранкеры организовали звонок Яне Рудковской, начав прокручивать вырезанные из пранков с Кушанашвили ругательства: Рудковская написала на журналиста заявление и чуть не подала в суд. В целом звёзды относятся к подобным розыгрышам негативно, призывая законодательно закрепить наказание за телефонное хулиганство и приписывая пранкерам «повреждённую психику», что якобы заставляет их выплёскивать агрессию и злость, однако отказываются из принципа менять телефонные номера, обосновывая это необходимостью для работы. Позже Дмитрий Дибров переосмыслил своё отношение к пранкерам, решив, что они делают общественно полезное дело, высмеивая высокомерие звёзд шоу-бизнеса. Согласно словам пранкера Лексуса, подготовка к розыгрышу любой знаменитости начинается с того, что пранкеры связываются с представителями той «звезды», которую хотят разыграть, и от имени другой «звезды» договариваются о звонке: ожидание звонка может растянуться до нескольких месяцев, и есть риск того, что звонок не состоится вообще. Ещё одним известным пранком стал технопранк с нарезками фраз Ксении Собчак, жертвой которого стал Сергей Доренко: по словам пранкера Баженова, он догадался о розыгрыше ближе к середине диалога, когда «наговорил в трубку нецензурщины и пошлостей».

### Общественные, политические деятели и бизнесмены

#### США
Жертвами пранков (телефонных и не только) становятся нередко известные политики. Так, в 1992 году американский сатирический журнал Spy провёл своеобразный эксперимент против скандально известного лоббиста Эдварда фон Клоберга, вынудив того выступить в защиту некоего неонацистского деятеля (подставного человека, которым был сотрудник журнала), отстаивавшего необходимость вторжения нацистов в Польшу и её аннексии. В дальнейшем этот розыгрыш был описан в журнале The Atlantic как один из примеров пранк-журналистики. В 2003 году ведущие американской радиостанции El Zol организовали двойной розыгрыш, сначала позвонив Уго Чавесу от имени Фиделя Кастро, а потом Фиделю Кастро от Уго Чавеса: команданте, узнав правду о звонке, гневно выругался в адрес ведущих.

#### Канада
В 1995 году от имени премьер-министра Канады Жана Кретьена королеве Великобритании Елизавете II позвонил канадский радиоведущий Пьер Брассар, попросив её записать речь в поддержку сторонников сохранения Квебека в составе Канады в связи с грядущим референдумом о самоопределении Квебека. Представители Букингемского дворца официально назвали этот инцидент «неприятным и прискорбным». Также Брассар прославился благодаря звонку папе римскому Иоанну Павлу II, в ходе которого в шутку спросил, не намерен ли понтифик приделать к своему головному убору игрушечный пропеллер.
Одной из наиболее известных групп пранкеров является дуэт «Мстители в масках» — радиоведущие Марк-Антуан Одетт (фр. Marc-Antoine Audette) и Себастьян Трудель (фр. Sebastien Trudel). Вечером 6 мая 2007 года они позвонили избранному президенту Франции Николя Саркози от имени премьер-министра Канады Стивена Харпера, поздравив Саркози с победой и пригласив его на обед (прежде эта же группа разыгрывала по телефону предшественника Саркози, Жака Ширака, и соперницу Саркози на выборах 2007 года, Сеголен Руайаль). 1 декабря 2008 года «Мстители» разыграли губернатора Аляски Сару Пэйлин, баллотировавшуюся в вице-президенты США, позвонив ей от имени Николя Саркози и предложив ей поохотиться на морских котиков. В ходе разговора один из пранкеров представился как «советник Саркози по вопросам отношений с США» Джонни Холлидей, а в самой беседе пранкеры прошлись по теме внешней политики; Одетт по итогам пранка констатировал, что Пэйлин не отличалась высоким интеллектуальным уровнем.

#### Великобритания

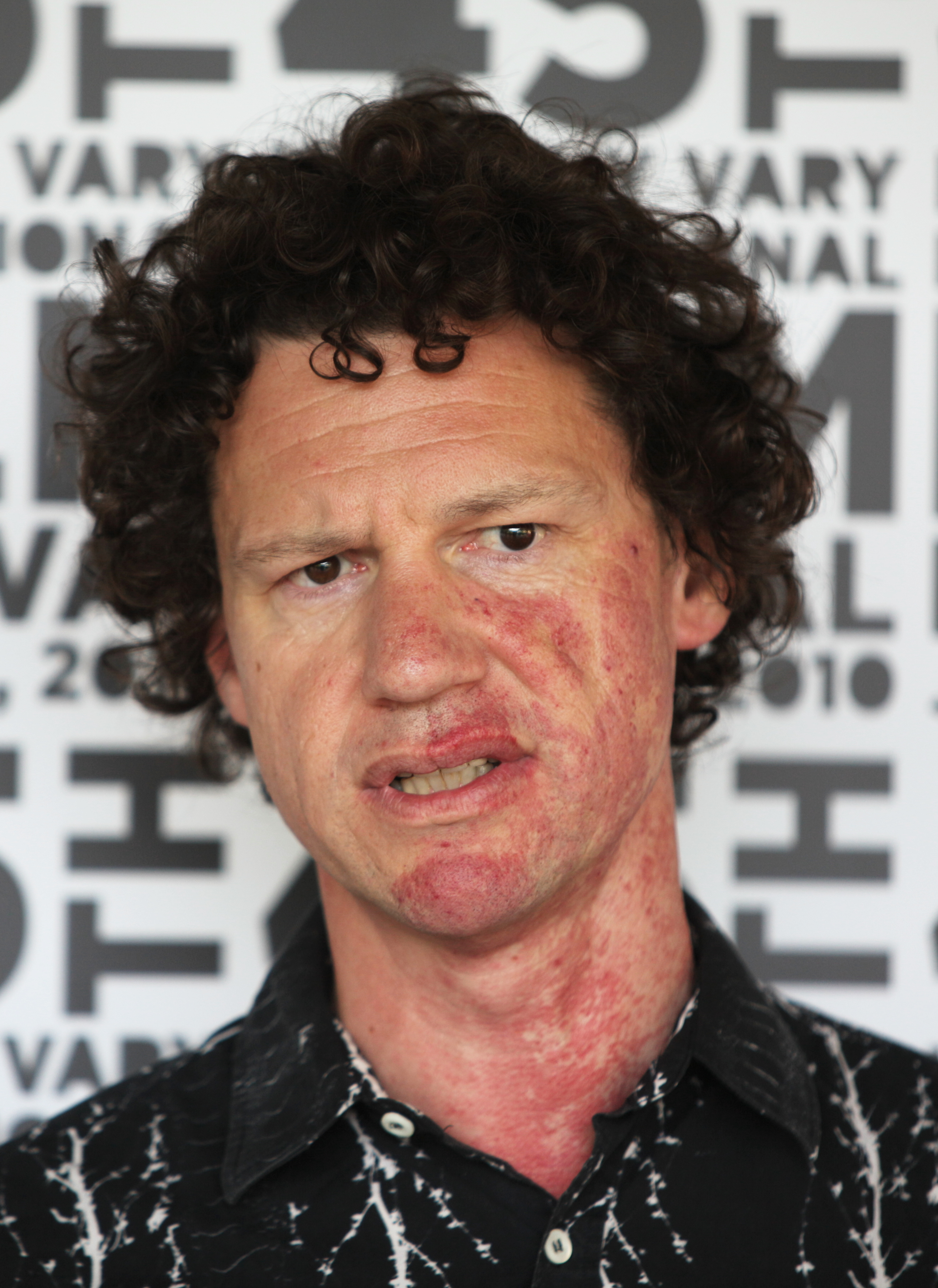
Моррис, Крис (сатирик)

Радиоведущий Стив Пенк с радиостанции Capital London стал мастером подобных розыгрышей. В январе 2000 года он дозвонился премьер-министру Великобритании Тони Блэру от имени занимавшего пост официального лидера оппозиции Уильяма Хейга: несмотря на систему безопасности и защиту каналов связи на Даунинг-стрит, 10, Пенку удалось обойти эту систему и поговорить с Блэром, предложив ему посмотреть «видео с тренировки Шер». Позже Блэр в Палате общин рассказал о звонке и заявил, что сразу раскусил пранкера, поскольку тот называл его по имени «Тони», в то время как Пенк всегда к нему обращался «мистер Блэр». Другой ведущий, Крис Моррис, прославился благодаря жестоким розыгрышам: так, в конце 1990-х он дозвонился до члена британского парламента от Консервативной партии Джона Гаммера и сообщил ему, что из-за планируемых забастовок BBC будет заранее записывать выпуски новостей, чтобы транслировать их на следующие сутки. Гаммер согласился ославить публично выигравших выборы лейбористов как виновников ситуации, однако он пребывал в бешенстве, когда узнал, что его попросту разыграли.
В 2012 году произошёл один из самых скандальных пранков: 6 декабря ведущие австралийской радиостанции 2Day FM Мел Грейг и Майкл Кристиан позвонили в лондонский госпиталь короля Эдуарда VII и, представившись Елизаветой II и принцем Чарльзом, завели разговор с медсестрой Джасинтой Салданой о состоянии здоровья Кэтрин Миддлтон, супруги принца Уильяма, которая была госпитализирована (Кейт ждала ребёнка). Салдана не поняла, что ей звонили австралийские ведущие, и рассказала подробности о состоянии Кейт. Узнав правду, Джасинта впала в депрессию, а на следующие сутки (7 декабря) совершила самоубийство. Ведущие позже говорили в частных разговорах, что были «морально раздавлены» гибелью Салданы, однако 10 декабря их передачу закрыли, а ведущие вынуждены были просить прощения за свой поступок.

#### Россия

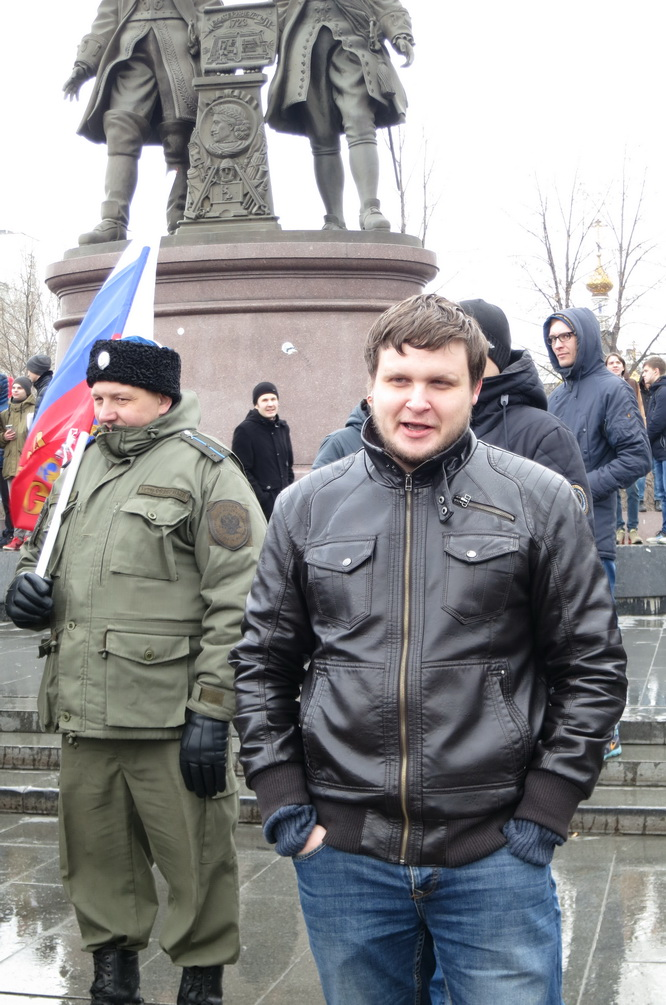
Алексей Столяров («Лексус»)

В 2000-е годы из политиков среди жертв пранка выделялись депутат Госдумы от КПРФ Василий Шандыбин и лидер партии «Демократический союз» Валерия Новодворская: к 2009 году с последней было записано не менее 39 пранков. В 2010-е годы на себя обратили внимание пранкеры Алексей Столяров (Лексус) и Владимир Кузнецов (Вован), которые начали организовывать телефонные пранки от имени других политических деятелей: они участвовали в розыгрыше как российских политиков, так и политиков ближнего и дальнего зарубежья (глав государств, членов правительств и депутатов законодательных органов власти). Одним из первых известных пранков стал звонок в 2011 году председателю ЦИК Российской Федерации Владимиру Чурову от имени помощника президента РФ Аркадия Дворковича: пранкер Вован от имени Дворковича сообщил Чурову, что последнего намереваются отправить в отставку в связи с протестами против фальсификации выборов в Государственную думу. Среди иных жертв пранка фигурируют политики Беларуси (Александр Лукашенко), Украины (Пётр Порошенко, Владимир Зеленский, Игорь Коломойский), Турции (Реджеп Эрдоган), Молдовы (Николай Тимофти), Великобритании (Гарри, герцог Сассекский), а также некоторые российские общественные и политические деятели (адвокат Надежды Савченко Марк Фейгин и депутат Госдумы и Законодательного собрания Санкт-Петербурга Виталий Милонов). Сами пранкеры говорят, что делают ставку на внезапность звонка, а не на пародийность личности персонажа. В команде Лексуса и Вована также работают девушки, которые звонят от имени женщин-политиков и общественных деятельниц (например, Светлана Тихановская или Грета Тунберг).
Радиостанция «Эхо Москвы» и её ведущие также нередко подвергались пранк-атакам: изначально прозвоном занимались отдельные хулиганы, а позже к прозвону подключились и профессиональные группы пранкеров. Весной 2007 года на радиостанции была введена цифровая телефонная система, которая позволяла ведущим видеть номера звонивших и принимать решения об их выводе в эфир или разъединении: ожидалось, что после внедрения системы волна пранкеров пойдёт на убыль. Однако пранкеры нашли способы обходить и этот запрет: в связи с последующей волной пранк-атак был отменён приём телефонных звонков в передачах Николая Тамразова и Александра Пикуленко, а многие ночные эфиры попросту срывались. Одним из ярких примеров стал эфир программы «Без посредников» от 14 марта 2010 года, в котором Алексей Венедиктов принял несколько звонков пранкеров в эфире и даже огласил номера, с которых они звонили, пригрозив «передать их» в ГУ МВД РФ. В связи с этой атакой до 1 января 2014 года эфир передачи «Без посредников» проходил без возможности общения в прямом эфире ведущих со слушателями. Также пранкерским атакам подвергались редакции изданий «ОВД-Инфо» и «Росузник», а также участники акций протеста на Болотной площади 2012 года Максим Санников и Вадим Дергачёв: пранкеры звонили через Skype, а при попытках перезвонить по номерам выяснялось, что подобных номеров не существовало.

### Деятели спорта
Большая часть пранков в России связана с футболом. Так, в июне 2012 года пранкер Вован позвонил занимавшему пост министра спорта Виталию Мутко, представившись игроком сборной России по футболу Романом Широковым и обсудил с ним провальное выступление россиян на чемпионате Европы (команда не преодолела групповой этап). В ходе разговоров Мутко признался, что ему грозили за провал России на Олимпиаде в Ванкувере куда более серьёзными санкциями, чем за провал на футбольном Евро-2012, а также критически оценил работу Сергея Фурсенко на посту президента РФС. Позже Мутко утверждал, что ничего важного не сообщал «Широкову», а тренер ФК «Химки» Александр Тарханов заявил, что Мутко сразу догадался о звонке от пранкера и умело поддержал разговор, сумев его тактично завершить после того, как «Широков» сделал несколько странных заявлений (упоминались слова о пьянстве игроков и о недостаточно высоких зарплатах в клубах).
В декабре 2014 года глава РФС Николай Толстых и глава Роструда Всеволод Вуколов стали жертвой достаточно сложного пранка, связанного с вопросом выплаты зарплаты главному тренеру сборной России по футболу Фабио Капелло: в октябре в Роструд обратились сотрудники РФС по поводу двухмесячных задержек по заработной плате и по поводу того, что Капелло не получал больше полгода зарплату. Сначала Вован от имени сотрудника Роструда связался с Толстых и узнал о том, что у РФС не хватает средств для обеспечения контракта Капелло и функционирования 23 команд страны: президент запросил отсрочку на месяц для выплаты задолженностей. Позже Вован от имени Толстых позвонил Вуколову и передал просьбу от отсрочке на месяц, которую Вуколов принял, а затем от имени министерства передал Толстых одобрение просьбы от отсрочке. Срок погашения долга по зарплате перед Капелло, составлявшего 181 млн евро, наступал 19 декабря, однако в итоге его сдвинули до 19 января.
В августе 2015 года в канун закрытия телеканала «Россия-2» и создания нового телеканала «Матч ТВ» всё тот же Вован организовал крупномасштабный розыгрыш трёх деятелей спортивного телевещания: будущего генерального директора «Матч ТВ» Тины Канделаки и телекомментаторов Василия Уткина и Георгия Черданцева. Поводом для прозвонов стала серьёзная ссора между Уткиным и Канделаки, связанная с назначением Канделаки на пост генерального директора. В октябре 2018 года Вован уже от имени Мутко позвонил Сергею Фурсенко, обсудив с ним дело Кокорина и Мамаева: Фурсенко жёстко прошёлся по футболистам, обвинив их в подрыве авторитета российского футбола.

## Пранк в культуре
- Одно из первых стихотворений о детских телефонных шалостях, «Das verhexte Telefon» (с нем. — «Заколдованный телефон»), написал Эрих Кестнер в 1932 году[202].
- Важную роль в популяризации телефонных розыгрышей в мире сыграл мультсериал «Симпсоны», один из героев которого — Барт Симпсон — регулярно звонит бармену Мо в его таверну[5]. Как правило, Барт просит подозвать к телефону человека с вымышленным смешным именем, отдельно называя имя и фамилию. Мо, обращаясь к публике, произносит имя и фамилию как единое слово, производя тем самым комический эффект (например, Барт называет имя «Ал» и фамилию «Коголик», а Мо произносит без пауз «Ал Коголик» — англ. Al Coholic)[203]. Обычная последующая реакция Мо сводится к угрозам расправы над шутником[204].
- В мультсериале «Бивис и Баттхед» пранку посвящена 13-я серия 6-го сезона (в общей хронологии — 156-я серия) под названием «Prank Call». Перед звонком главные герои подносили телефонную трубку к унитазу, а когда абонент брал трубку и начинал разговор, то сливали воду в унитазе[66].
- В России одним из наиболее известных юмористических номеров о телефонных пранках является монолог юмориста Сергея Дроботенко «Харамамбуру», представляющий собой пример технопранка: в монологе дети записывают на магнитофон четыре реплики, звонят по телефону в аптеку и прогоняют все реплики по кругу[205].
- На российском телевидении пранк-журналистике было посвящено ток-шоу «Звонок» на телеканале НТВ, ведущими которого были Алексей Столяров и Владимир Кузнецов, звонившие в эфире разным политическим и общественным деятелям[47]. Также, со слов Кузнецова, телефонными розыгрышами занимался ведущий программы «Момент истины» Андрей Караулов[77].
- Дебютный студийный альбом «Pablo Honey» (рус. Милый Пабло) группы Radiohead, вышедший в 1993 году, получил своё название в честь розыгрыша американской пранк-группировки The Jerky Boys[англ.]: отрывок из этого розыгрыша использовался в качестве семпла в песне «How Do You?» с этого альбома[206].